# Surinamers in Nederland
Surinamers in Nederland of Surinaamse Nederlanders vormen de op twee na grootste migrantengroep in Nederland na de Turkse en Marokkaanse Nederlanders met in 2023, 365.000 mensen, waarmee het de grootste Caraïbische gemeenschap in Europa is en een van de grootste gemeenschappen vanuit Zuid-Amerika.
Bij de onafhankelijkheid van Suriname in 1975 kregen Surinamers de keuze: de Nederlandse nationaliteit behouden en emigreren, of de Surinaamse nationaliteit krijgen en blijven. Velen kozen voor Nederland en vestigden zich aldaar. Na de onafhankelijkheid gingen nog steeds veel Surinamers naar Nederland, dat kon vanwege de Toescheidingsovereenkomst, waarin werd bepaald dat Surinamers tot vijf jaar na de onafhankelijkheid alsnog voor de Nederlandse nationaliteit konden kiezen, mits zij naar Nederland emigreerden. Er zijn ook een enkeling Surinamers die vanuit Frans-Guyana of de Nederlandse Antillen naar Nederland toe zijn gemigreerd.
Surinamers vormen een etnisch en cultureel zeer diverse gemeenschap. In Nederland vormen Hindostanen, Creolen en Javanen achtereenvolgens de grootste groepen, met kleinere groepen van Chinezen en Marrons. Overige groepen bestaan uit inheemsen, Joden (Sefardisch en Asjkenazisch), Libanezen, Portugezen en Surinamers van gemengde afkomst.

## Geschiedenis

### Voor de oorlog
Tot de Tweede Wereldoorlog waren er een zeer gering aantal Surinamers in Nederland, in 1935 telde Nederland zo'n 200 Surinamers. Ze waren student, sporter of jazzmuzikant. 
Wegens de uiterlijke overeenkomst die Afro-Surinamers met Afro-Amerikaanse jazzmuzikanten hebben, konden de Surinaamse jazzmuzikanten inspelen op het al bestaande positieve beeld van de Afro-Amerikaanse jazzmuzikanten. Om nog meer op de Amerikaanse iconen te lijken veranderden de Surinamers zelfs hun namen.
De Surinaamse studenten in Nederland kwamen voort uit de elite in Paramaribo. Het volgen van die opleiding kon alleen in Nederland.

### Na de oorlog
Na 1945 kwamen steeds meer Surinaamse jongeren (alleen jongens) uit de Creoolse en Joodse elite in Amsterdam of Leiden studeren. Zoals de meeste studenten woonden zij op kamers, vaak bij een hospita die hen Hollandse pot voorschotelde. Na hun afstuderen keerde een aantal ex-studenten terug naar Suriname, maar er bleven ook veel Surinamers in Nederland wonen omdat Nederland hen betere carrièreperspectieven bood dan Suriname. Tot de jaren zeventig waren de meeste Surinamers in Nederland dan ook meestal hoogopgeleid, ze werkten onder andere in de medische wereld (arts of tandarts), het onderwijs en advocatuur. In die tijd kwamen er ook avonturiers en nieuwsgierigen naar het geïdealiseerde moederland, zonder daarvoor geschikte plannen of opleiding waren ze op zoek naar fortuin wat vaak resulteerde in teleurstelling. Hun aantal was echter gering.
Vanaf het midden van de jaren zestig daalden de boottarieven van Suriname naar Nederland. De wederopbouw in Nederland verliep voorspoedig en de werkgelegenheid in Nederland groeide. Vanaf 1965 arriveerden meer laagopgeleide Surinamers in Nederland die probeerden een baan te vinden, ook de uitbreiding van de verzorgingsstaat – Nederland kende in die tijd hoge uitkeringen die vrij makkelijk werden toegekend – lokte Surinaamse migranten naar Nederland. De overheid probeerde de stroom in te dammen, maar omdat sinds de invoering van het Statuut voor het Koninkrijk der Nederlanden in 1954 Surinamers de Nederlandse nationaliteit hadden konden ze niet geweigerd worden. Er kwamen in die tijd vooral Surinaamse Creolen naar Nederland. Naar het thuisfront stuurden ze flinke postpakketten waarmee ze beantwoordden aan het verwachtingspatroon van de familie. In hun zondagse pak gingen ze naast een mooie auto van een ander op de foto en stuurden deze foto's naar huis. In Suriname ontstond zo een beeld alsof het iedereen in Nederland voor de wind ging. Sinds het eind van de 19e eeuw migreerden enkele Surinamers uit de bovenste klassen naar Nederland en aan het begin van de 20e eeuw kwamen ook de eerste studenten of gepensioneerden. Sinds de jaren 50 kwamen er migranten uit verschillende beroepsgroepen. De niet geschoolde Surinaamse Creolen hadden het echter minder goed dan ze voor deden komen: als ze al werk hadden, hadden ze vaak slecht betaalde banen als kermisklant, kleermaker, portier, barkeeper en colporteur. Ook werkten een opvallend aantal Creolen als souteneur. Surinaamse immigranten waren vaak werkloos en zo beginnen er steeds meer Surinaamse mannen op straat te hangen. In de jaren 70 was de heroïnehandel in Amsterdam in opkomst. Deze handel was in handen van Chinezen, Creoolse Surinamers deden vaak dienst als dealer, ook waren er onder hen een groot aantal verslaafden, zij waren vooral te vinden rond de Wallen in Amsterdam. Een op de zes van de verslaafden in de Nederlandse hoofdstad was Surinamer. De Chinese heroïne-importeurs die geen verblijfsvergunning of Nederlands paspoort hadden, moesten de heroïne verkopen en tegelijk de politie zien te vermijden. Daarom waren zij op zoek naar tussenhandelaren. Werkloze Surinamers namen deze kans omdat zij de inkomsten hard nodig hadden. Daarnaast bestond een uitgebreid illegaal gokcircuit waar veel geld gewonnen en verloren werd: pokeren in de kroeg of gokken tijdens de paardenkoersen in Hilversum. 
Deze groep bestond naast de nog steeds hoogopgeleide groep die almaar groeide omdat studenten bleven komen. Deze hoogopgeleide Surinamers vonden hun plek in alle takken van het onderwijs, de medische wereld en de kunst en cultuur. Etienne Robles de Medina heeft in Utrecht als hoogleraar cardiologie baanbrekend werk verricht. Zijn broer Stuart was een bekend kunstenaar. Ronald Nobrega was de populaire vrouwenarts in de veel bekeken televisieserie over de vrouwenafdeling van een ziekenhuis in 's-Hertogenbosch en op de middelbare school las men "De stille plantage" van Albert Helman.

### Na de onafhankelijkheid

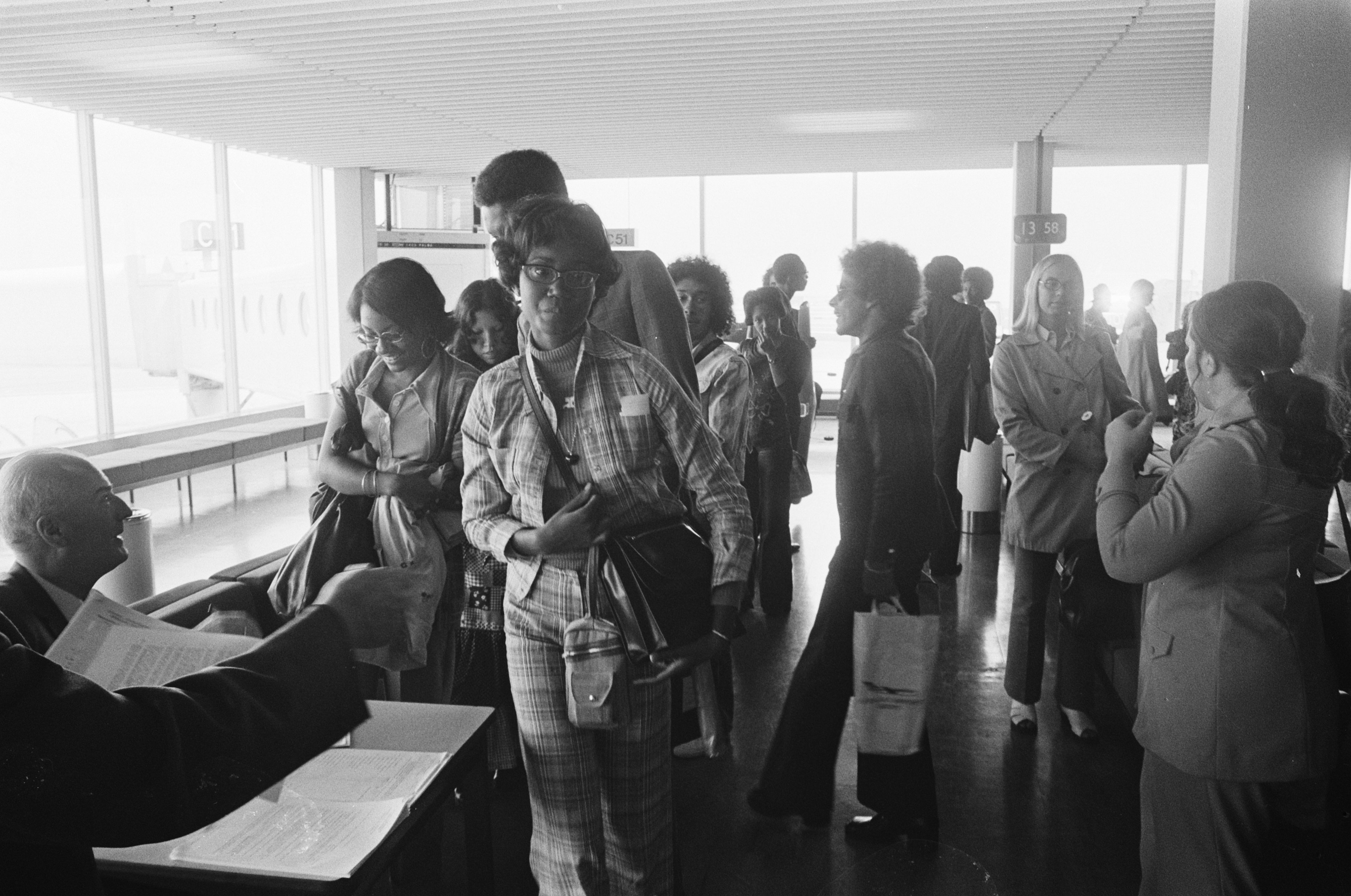
Aangekomen Surinamers op Schiphol, augustus 1974

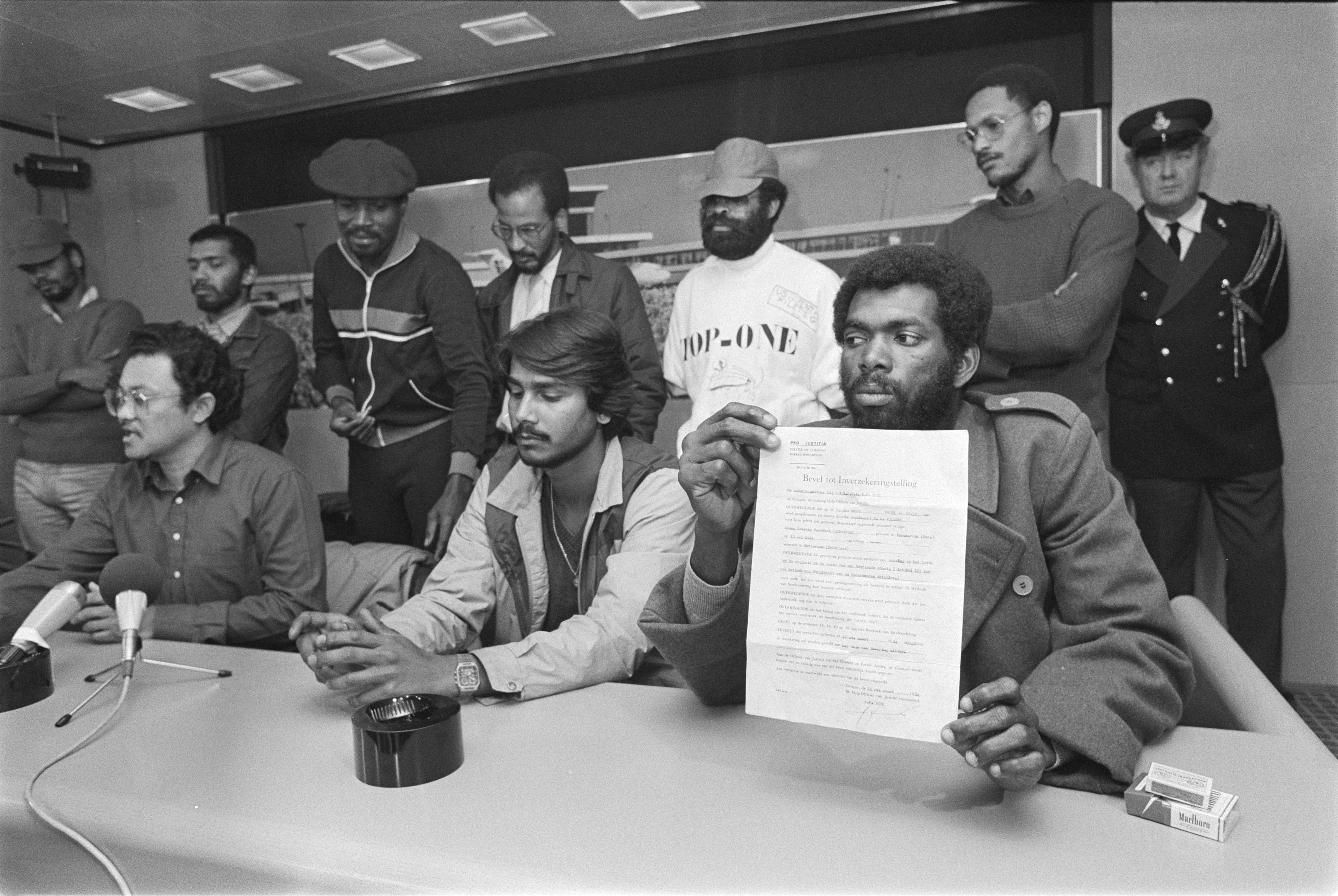
Rest vanuit Frans Guyana uitgewezen Surinamers aangekomen op Schiphol; met woordvoerder Tjon a Kiet

Tussen 1970 en 1980 verhuisde een grote groep Surinamers, inmiddels ook Hindostanen, naar Nederland. Het grootste aantal kwam naar Nederland rond de onafhankelijkheid van Suriname in 1975, de vluchten van Suriname naar Nederland zaten volgeboekt en er moesten extra vluchten worden ingezet. In 1975 kwamen er 40.000 Surinamers naar Nederland. Voor de Nederlandse regering kwam dit totaal onverwacht, men ging ervan uit dat de Surinamers gelukkig zouden zijn met de onafhankelijkheid. Het Journaal toonde beelden van een bontgekleurde, zomers geklede mensenmassa met grote dozen en koffers op een winters Schiphol. Vaak waren de emigranten halsoverkop en onvoorbereid vertrokken. Nu of nooit, dachten velen. Ook was er angst in Suriname voor de oplopende spanning tussen Hindostanen en Creolen. Nog afgezien van het grote aantal Surinamers dat naar Nederland trok, was het voor de Nederlanders ook even wennen aan deze groep. Men was vooral gewend aan hoogopgeleide Surinamers en nu kwam een zeer divers gezelschap het land binnen.
De grote toestroom van Surinamers zorgde voor problemen, Nederland had geen rekening gehouden met deze toestroom en er was aanvankelijk onvoldoende opvang/huisvesting. Dit leidde vanaf 1974 tot felle protesten van Surinaamse zijde. Een groot aantal Surinamers werd tijdelijk opgevangen, onder andere in kazernes. Met de onafhankelijkheid van Suriname in 1975 wilde de Nederlandse regering meteen een einde maken aan het staatsburgerschap van Surinamers, om extra migratie te voorkomen. De nieuwe Surinaamse regering ging hier niet mee akkoord. Uiteindelijk werd een overgangsregeling van vijf jaar overeengekomen. Van 1975 tot 1980 bleef vrij verkeer van personen tussen Nederland en Suriname bestaan. Deze overgangsregeling leidde tot waar Nederland zo bang voor was: een grote stroom migranten. Surinamers hadden de indruk dat Nederland zijn deuren voorgoed voor hen zou sluiten. Dit deed velen besluiten van de 'laatste mogelijkheid' gebruik te maken, eerst vlak voor de onafhankelijkheid in 1975 en daarna vlak voor het aflopen van de overgangsregeling in 1980. In totaal zouden tussen 1970 en 1980 zo’n 300.000 Surinamers emigreren naar Nederland – dat was ruim een derde van de Surinaamse bevolking. Een relatief groot aantal vooral Creolen kwam in de jaren zeventig terecht in de Bijlmermeer, een vanaf 1966 gebouwde 'modelwijk' naar een concept van Le Corbusier. Er gingen ook veel Creolen in Almere wonen. De Hindoestanen werden meer verspreid over het land gehuisvest, later zouden deze Hindostanen vaak naar de grote steden trekken, vooral naar Den Haag waar zich een grote Hindostaanse gemeenschap heeft gevormd.
Na 1980 kwamen er nog steeds immigranten uit alle Surinaamse bevolkingsgroepen naar Nederland, als gevolg van de verslechterde algemene toestand. In februari 1980 was de democratische regering ten val gekomen door een staatsgreep van sergeanten onder leiding van Desi Bouterse. Na de decembermoorden van 1982, die een tegencoup moesten verijdelen, verslechterde de algemene politieke en economische situatie nog verder. Tussen 1986 en 1989 woedde de Binnenlandse Oorlog tussen het junglecommando van Ronnie Brunswijk en het regime van Desi Bouterse. In de jaren 90 emigreerde nog steeds een groot aantal Surinamers naar Nederland; de politieke situatie was wat verbeterd, maar de economische situatie in Suriname was nog altijd slecht.

### 21e eeuw
De Surinaamse gemeenschap in Nederland telde in 2008 volgens het CBS 335.779 leden. Ter vergelijking: in Suriname zelf woonden in 2008 475.996 mensen. Geschat wordt dat zo'n 48% van de Surinaamse bevolking in Nederland tot de Creolen behoort en 43% tot de Hindostanen. De overige 9% zijn Javanen, Chinezen, Joden etc.
De Surinaamse gemeenschap blijkt erg verwikkeld te zijn in de Nederlandse. Dit is ook te zien in de huwelijken van Surinamers met autochtonen, in 2002 was dat van de mannelijke Surinamers bij 22% het geval en bij vrouwen 35%. In tegenstelling met andere grote groepen migranten: bij de Turkse en Marokkaanse gemeenschap komt dit percentage niet boven de 9%.
De Afro-Surinaamse gemeenschap heeft meer aandacht gevraagd voor het slavernijverleden, dat haar identiteit voor een deel heeft gevormd. Uit een rapport van het Sociaal Cultureel Planbureau uit februari 2017 bleek dat Surinaamse Nederlanders zich hier minder thuis voelen, hoewel hun structurele positie relatief goed is. Het Sociaal Cultureel planbureau concludeert dat: “Vooral jongeren en leden van de tweede generatie migranten zijn bezorgd over hun kansen en het maatschappelijk klimaat in Nederland”.
Van de Nederlandse Taalunie, een kennis- en beleidsorganisatie voor de Nederlandse taal, maakt Suriname, naast Nederland en Vlaanderen, deel uit sinds 2003.

## Cultuur
Surinamers vormen een etnisch en cultureel diverse gemeenschap die een belangrijk onderdeel zijn van de Nederlandse samenleving. In het algemeen worden Surinamers als wel geïntegreerd gezien, onder andere op gebied van onderwijs, de arbeidsmarkt, de woningmarkt en de politiek, ondanks sociale obstakels en discriminatie. Anders dan Turkse en Marokkaanse Nederlanders hadden Surinamers het voordeel dat ze bij aankomst al Nederlands spraken, wat het makkelijker maakte om te integreren.
Surinamers zijn verdeeld in verschillende bevolkingsgroepen, waarbij Creolen, Hindostanen en Javanen de grootste groepen vormen. In de periode na de onafhankelijkheid kwamen er vooral Hindostanen en Javanen naar Nederland die door middel van intergeneratiemobiliteit, een sterke stijging zagen qua opleidingsniveau. Creolen kwamen vooral voor de onafhankelijkheid naar Nederland.

### Religie

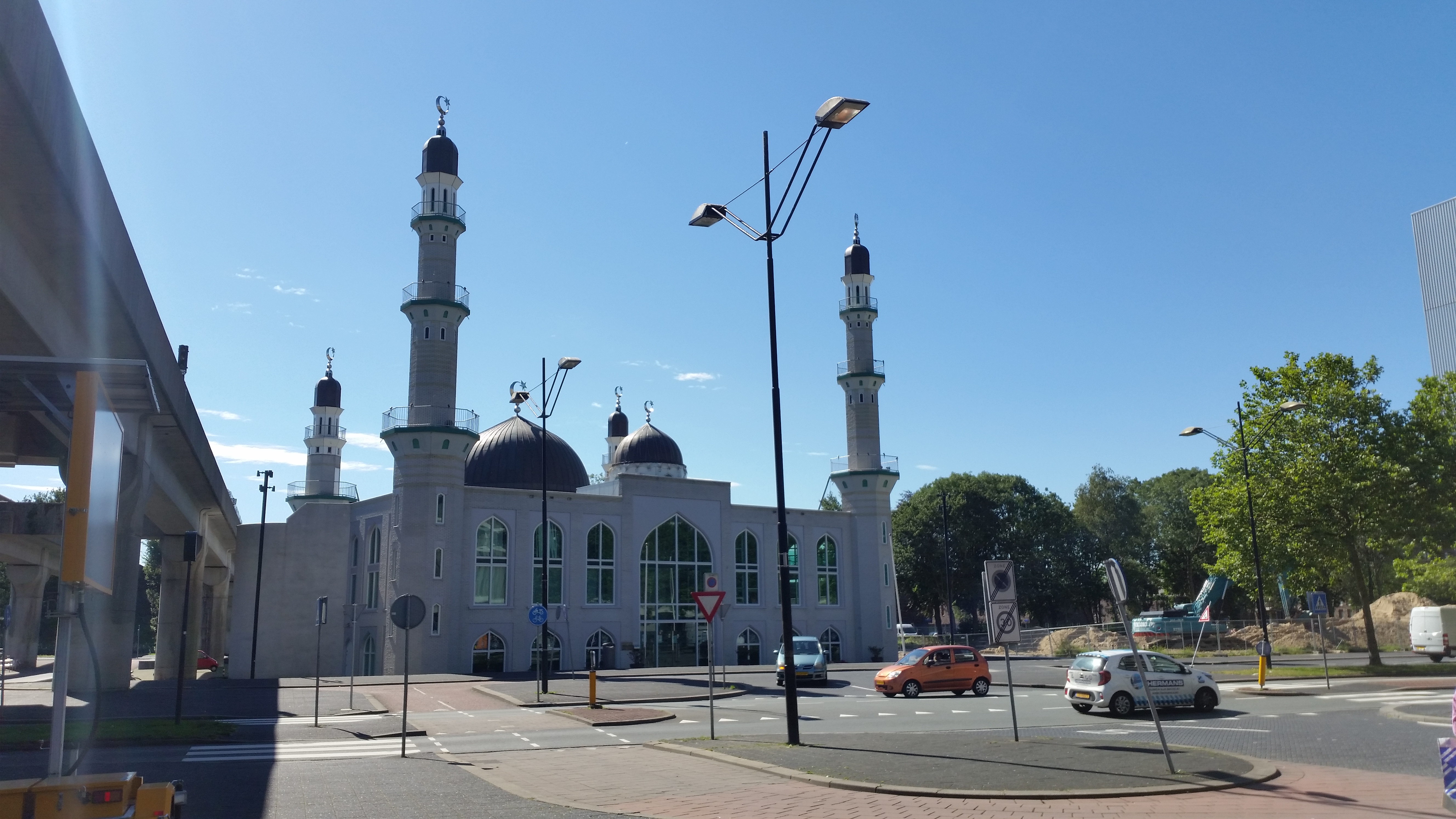
Djame Masjid Taibah een Surinaams-Hindostaanse moskee in Amsterdam-Zuidoost.

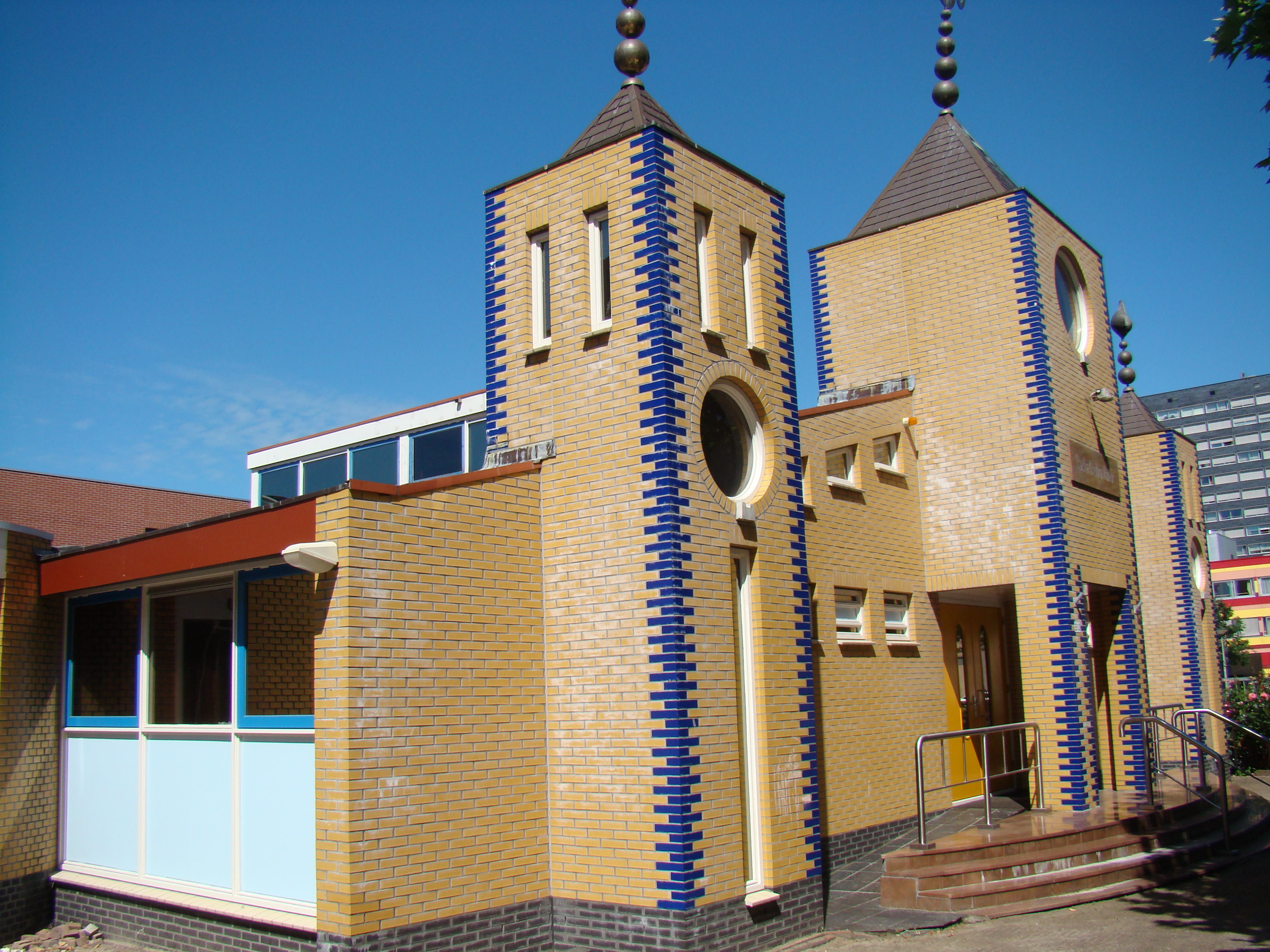
Radha Krishna Mandir in Amsterdam Nieuw-West

Onder de Surinamers in Nederland hebben het Christendom en het Hindoeïsme de grootste aanhang, met een aanzienlijke minderheid die de Islam aanhangt en kleinere minderheden van ander geloven waaronder het Jodendom. Ook zijn er Surinamers die geen geloof aanhangen of agnostisch zijn.
Een groot deel van de Surinaamse christenen in Nederland is Afro-Surinaams (specifiek Creools) met een kleinere Javaanse minderheid. De belangrijkste stromingen zijn de Rooms-katholieke Kerk en het Protestantisme (waaronder de Evangelische Broedergemeente).
Het overgrote deel van de Hindoegemeenschap in Nederland komt uit Suriname. Er worden hoofdzakelijk twee stromingen gevolgd: het Sanatana Dharma (75%) en de Arya Samaj (25%).
Ongeveer 10% van de Surinamers in Nederland belijdt de Islam, dit zijn voornamelijk Hindostanen en Javanen. Door de diversiteit van deze gemeenschap wordt de Islam per groep anders beleeft, wat te maken heeft met culturele verschillen. De meerderheid beleid het Soennisme, terwijl een minderheid het Ahmadiyya beleid, dat bestaat uit de Lahore Ahmadiyya Beweging en de Ahmadiyya Moslim Gemeenschap.

### Taal

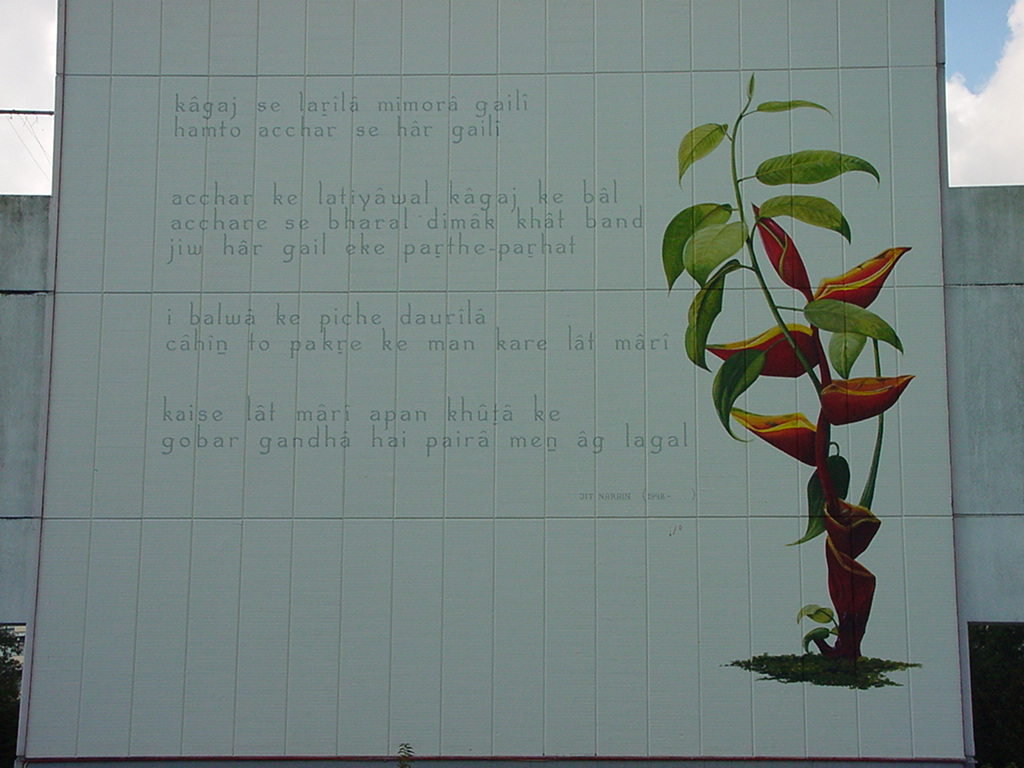
Muurgedicht in Leiden van Jit Narain in het Sarnami

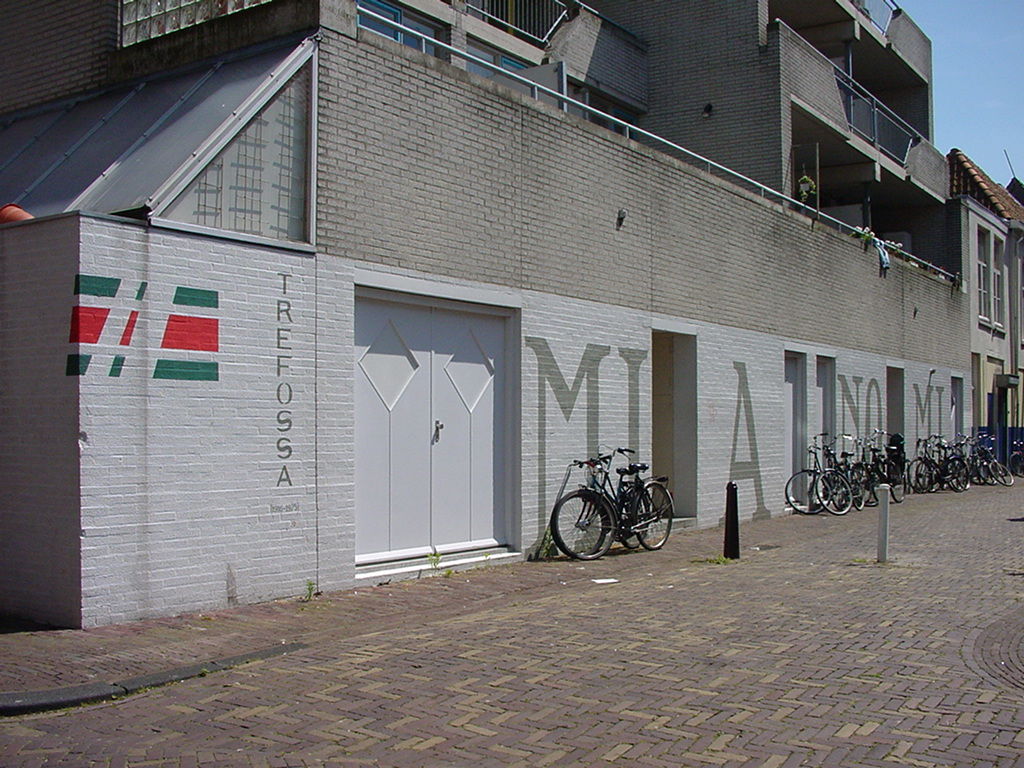
Muurgedicht in Leiden van Trefossa in het Sranantongo

In het Nederlandse taalgebruik hebben de Surinamers veel invloed gehad. Zowel in Suriname als in Nederland wordt het Surinaams-Nederlands gesproken. Het Surinaams-Nederlands verschilt van het Algemeen Nederlands. Dit komt door een verschil in de uitspraak en de woordenschat.
Merendeels van de Surinaamse Nederlanders spreken thuis naast Nederlands, een Surinaamse taal, welke taal en hoeveel het gesproken wordt hangt grotendeels af van de bevolkingsgroep. Zo spreken Creolen thuis naast het Nederlands Sranantongo (Sranan), hoewel dit niet altijd werd aangemoedigd (ook in Suriname), door de voorkeur voor het Nederlands. Een groot deel van de in Nederland gesproken straattaal bestaat uit het Nederlands gemengd met elementen of leenwoorden vanuit het Sranantongo.
Hindostanen spreken vanuit huis uit naast het Nederlands, ook het Sarnami Hindoestani (Sarnami), wat velen als hun moedertaal zien. Naast het Sarnami beheersen veel Hindostanen echter ook de standaard variatie van het Hindoestani, dat onderverdeeld is in het Hindi en het Urdu.
Andere bevolkingsgroepen zullen naast het Nederlands achtereenvolgens andere minderheidstalen spreken waaronder het Surinaams-Javaans,  Marrontalen (vooral Saramaccaans en Aukaans), Chinese talen (Mandarijn, Hakka, Kantonees, Hokkien), Inheemse talen en Libanees-Arabisch.

### Keuken

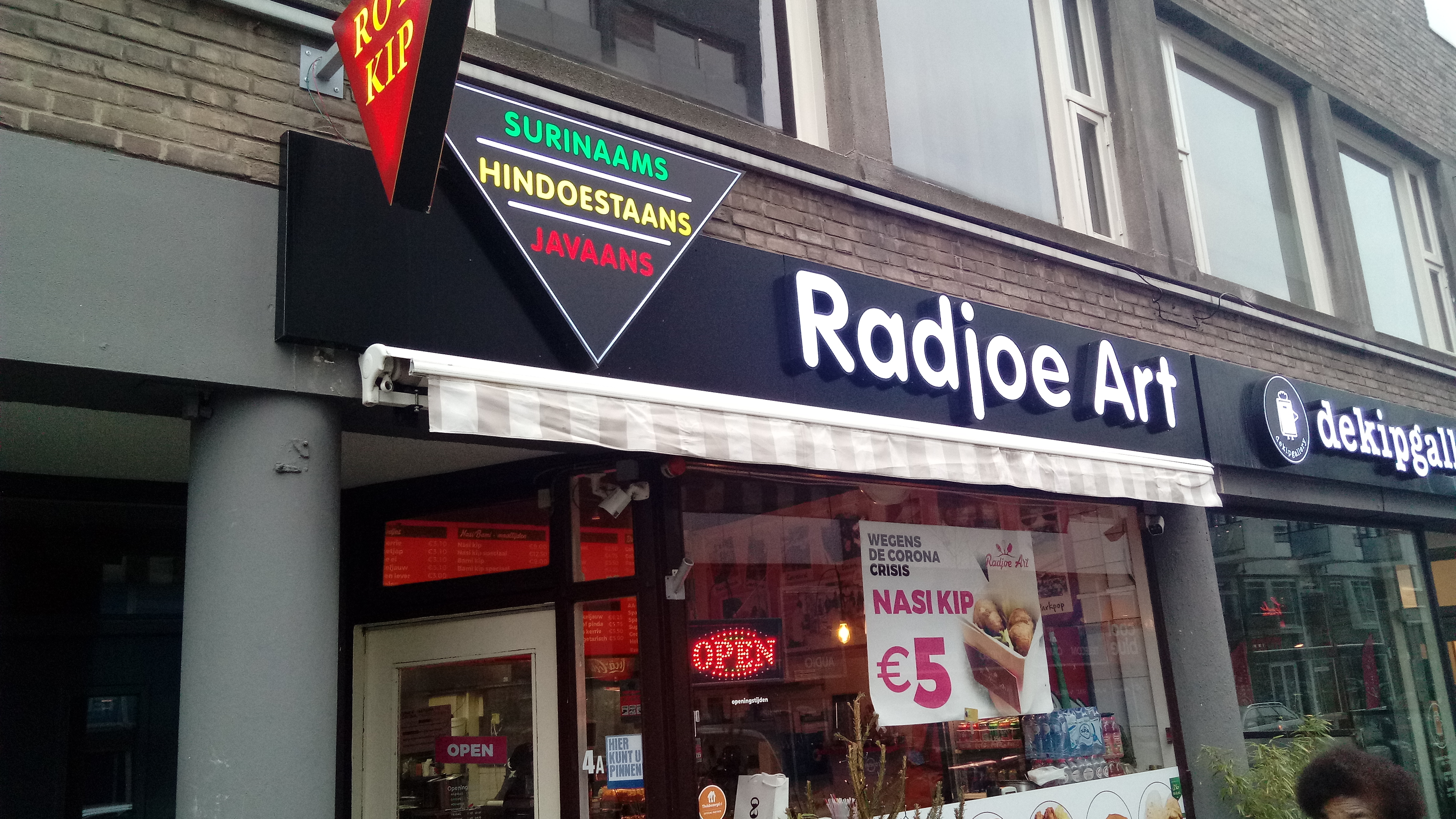
Een Surinaams-Hindostaanse-Javaanse restaurant in Rotteram Centrum

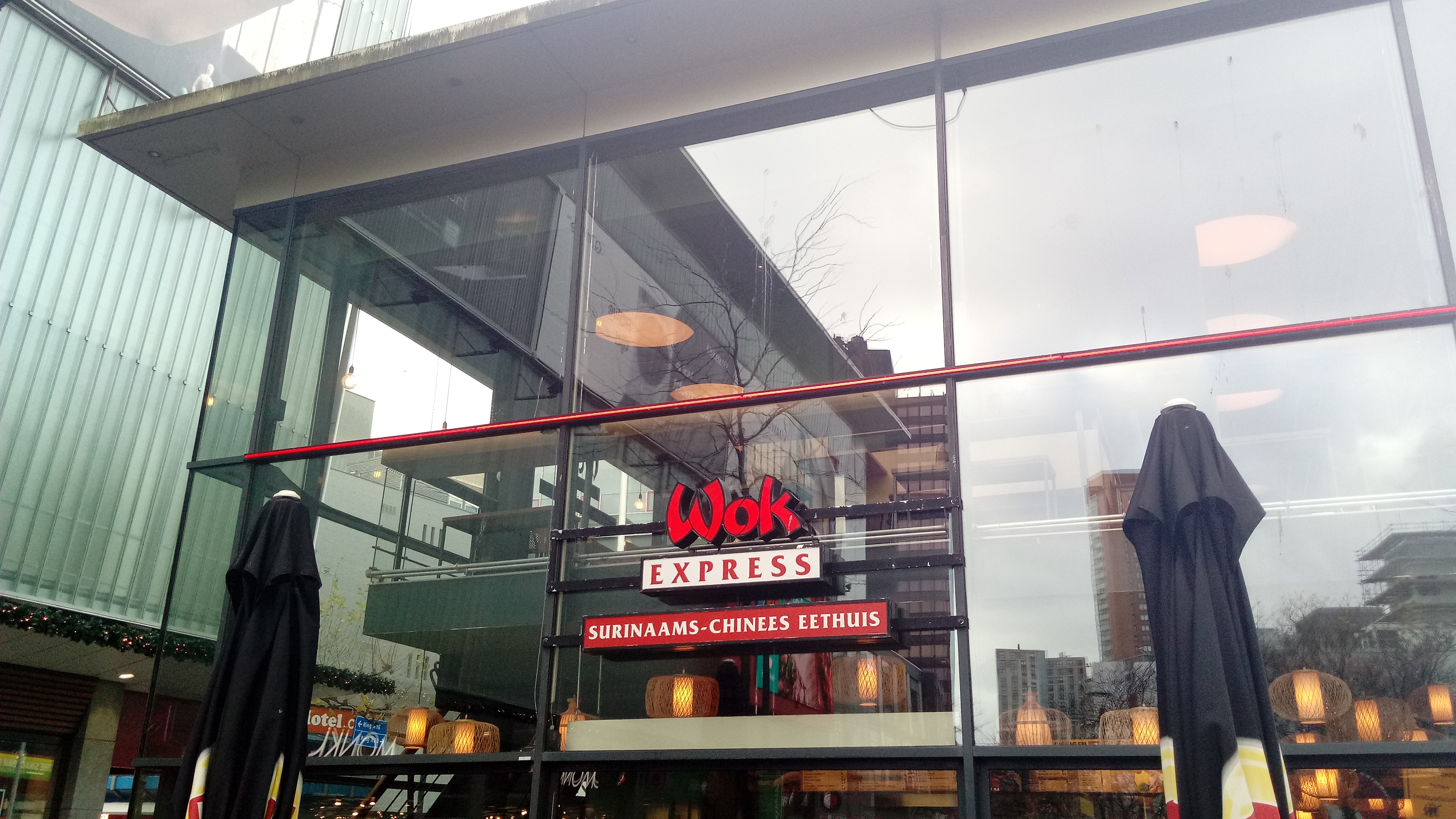
Een Surinaams-Chinese restaurant in Rotterdam Centrum

De aankomst van Surinaamse migranten in Nederland bracht ook hun unieke keuken met zich mee. Veel Surinaamse restaurants zitten gelegen in de Randstad, vooral in Amsterdam, Rotterdam en Den Haag. 
Enkele geliefde gerechten zijn roti, nasi goreng, bami, sauto, tjauw min en moksi meti. Deze gerechten worden niet alleen door Surinamers zelf gegeten, maar zijn ook geliefd geworden onder andere bevolkingsgroepen. Veel van deze gerechten zijn ook populaire afhaalgerechten geworden. 
de Surinaamse keuken bestaat in Nederland uit voornamelijk vier verschillende keukens: de Creoolse, Hindostaanse (roti, kipkerrie), Chinese (tjauw min, moksi meti) en de Javaanse (Saoto, Nasi, Bami, Dawet) keukens. Ondanks deze diversiteit worden deze restaurants allemaal zonder verschil 'Surinaams' genoemd. Javaanse restaurants staan vaak bekend als Warungs.

## Politiek

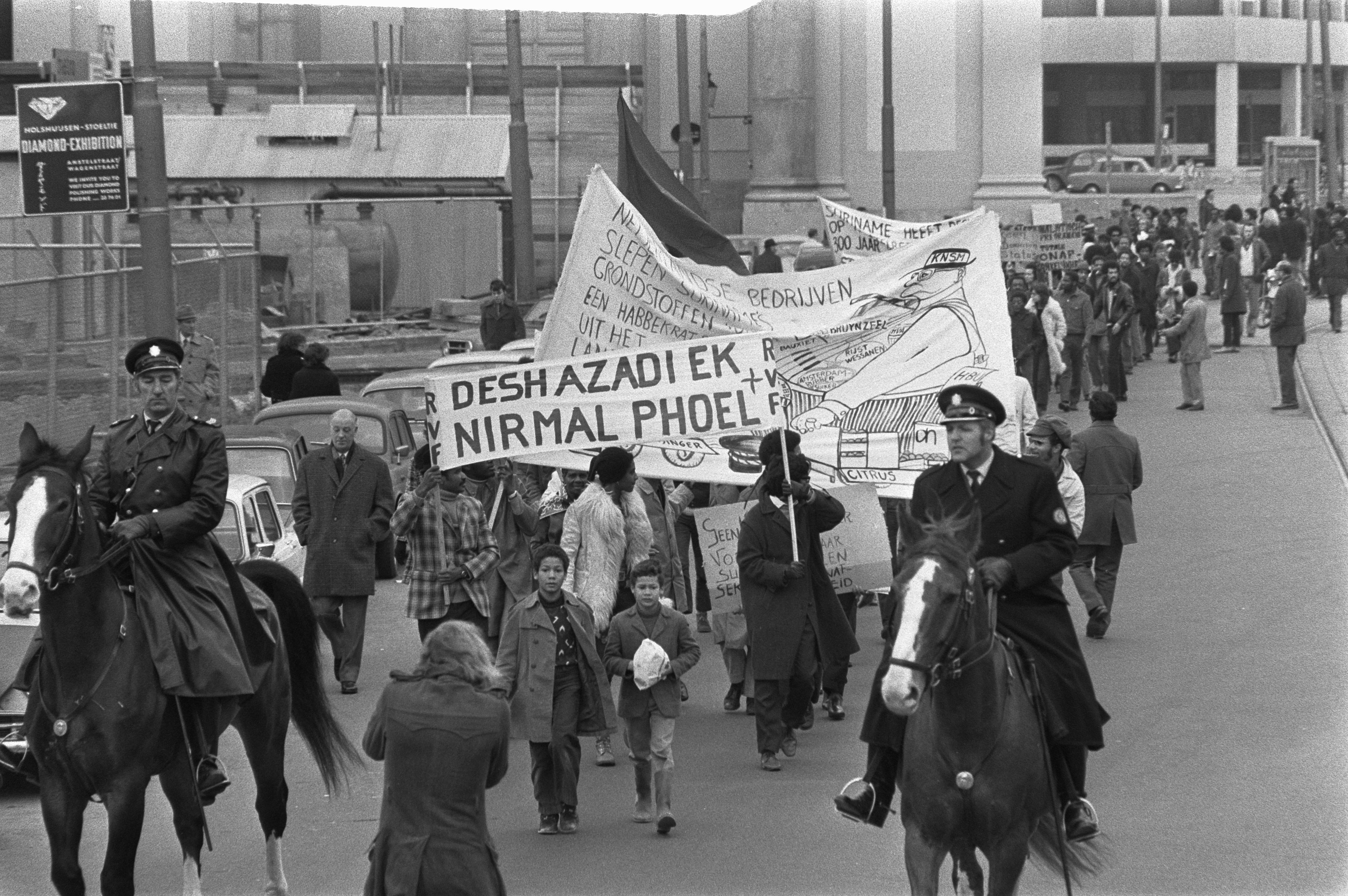
Demonstratie van Surinamers in Amsterdam voor de onafhankelijkheid van Suriname

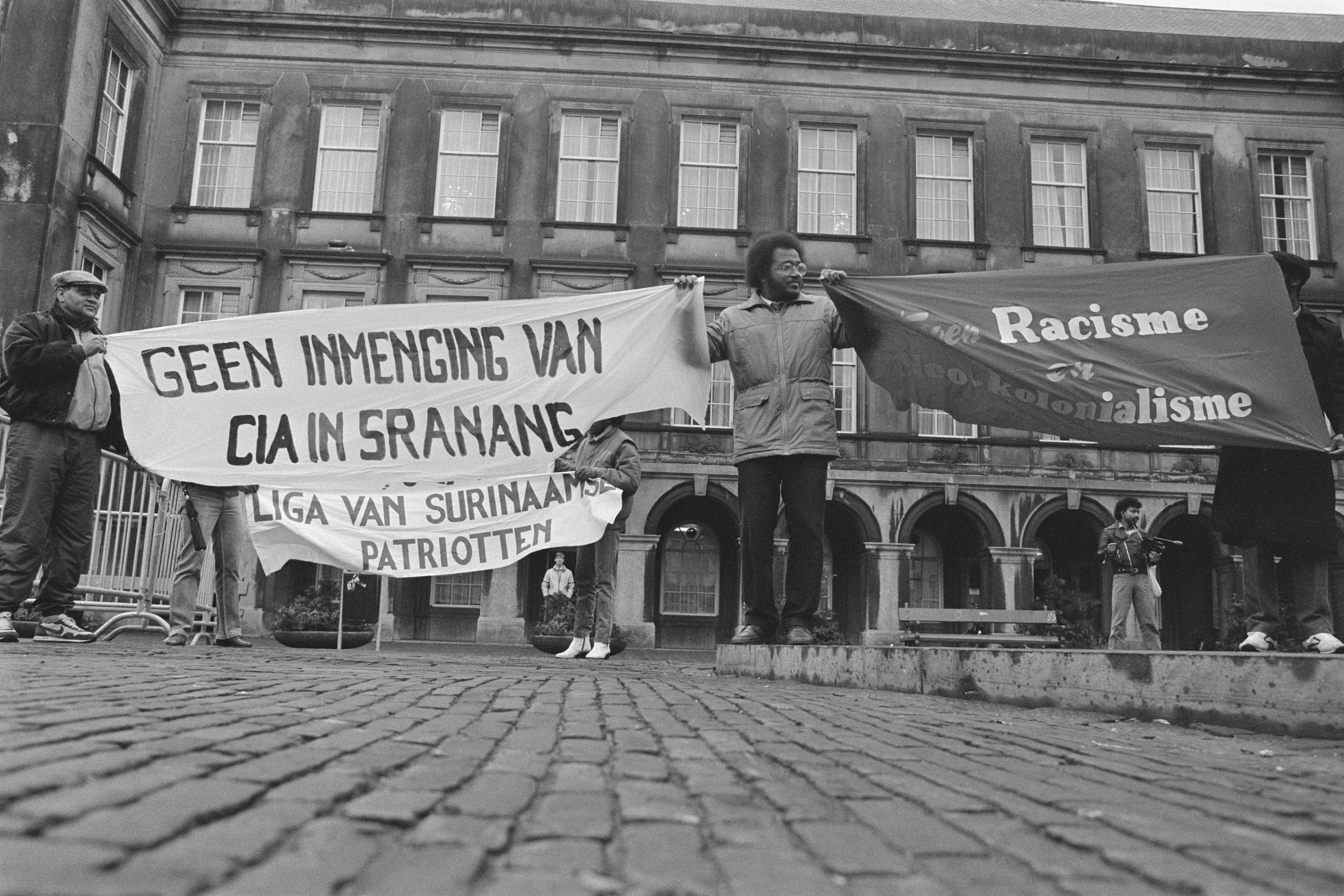
Demonstratie pro-Bouterse van "Liga van Surinaamse Patriotten" op het Binnenhof in Den Haag

Surinamers zijn na Turken en Marokkanen de derde meest vertegenwoordigde migrantengroep in de Nederlandse politiek. De opkomst van Surinamers bij het stemmen is ook erg hoog. Er wordt hierbij dan voornamelijk gestemd op linkse partijen, hoewel Surinamers samen met Antillianen politiek meer geneigd zijn om ook op andere niet-linkse partijen te stemmen dan bij Turken en Marokkanen.
Surinamers hebben in Nederland ook actief deelgenomen in protesten vaak in verband met de politieke situatie in Suriname zelf. Zo was er in 1971 in Amsterdam een Demonstratie voor de Onafhankelijkheid van Suriname, waar met mensen protesterend met spandoeken liepen. In 1973 werden er in de Bijlmermeer in Amsterdam schaduwverkiezingen gehouden op dezelfde dag als de parlementsverkiezingen van 1973 in Suriname zelf. Er werd hierbij grotendeels op de Nieuwe Partij Kombinatie (NPK) gestemd met weinig stemmen voor de Vooruitstrevende Hervormings Partij (VHP),  dit was niet representatief, door het groot aantal Creolen dat in Amsterdam woont, terwijl Hindostanen voornamelijk naar Den Haag waren gemigreerd, waardoor hun mening nauwelijks vertegenwoordigd was.  
In 1984 werd het Surinaamse consulaat in Amsterdam bezet uit solidariteit met stakende arbeiders bij Billiton en Suralco, mede door belastingverhogingen door het toenmalig kabinet in Suriname. In 1986 was er een pro-Bouterse demonstratie door het "Liga van Surinaamse Patriotten" op het Binnenhof in Den Haag. Deze sentiment wordt echter vooral in de huidige tijd niet door de rest van de Surinamers in Nederland gedeeld, zo vond er in 2010 een protest in Den Haag plaats tegen de inauguratie van Bouterse als president.

## Demografie
| Surinaamse bevolkingsgroepen in Nederland (inclusief derde generatie) per 1 januari 2015 | Surinaamse bevolkingsgroepen in Nederland (inclusief derde generatie) per 1 januari 2015 | Surinaamse bevolkingsgroepen in Nederland (inclusief derde generatie) per 1 januari 2015 | Surinaamse bevolkingsgroepen in Nederland (inclusief derde generatie) per 1 januari 2015 | Surinaamse bevolkingsgroepen in Nederland (inclusief derde generatie) per 1 januari 2015 |
| Groep                                                                                    | Man                                                                                      | Vrouw                                                                                    | Totaal                                                                                   | Percentages                                                                              |
| ---------------------------------------------------------------------------------------- | ---------------------------------------------------------------------------------------- | ---------------------------------------------------------------------------------------- | ---------------------------------------------------------------------------------------- | ---------------------------------------------------------------------------------------- |
| Hindostaans                                                                              | 84.787                                                                                   | 93.711                                                                                   | 178.498                                                                                  | 45%                                                                                      |
| Creools                                                                                  | 72.669                                                                                   | 86.996                                                                                   | 158.665                                                                                  | 40%                                                                                      |
| Javaans                                                                                  | 13.161                                                                                   | 14.604                                                                                   | 27.766                                                                                   | 7%                                                                                       |
| Chinees                                                                                  | 5.712                                                                                    | 6.188                                                                                    | 11.900                                                                                   | 3%                                                                                       |
| Marrons                                                                                  | 5.498                                                                                    | 6.402                                                                                    | 11.900                                                                                   | 3%                                                                                       |
| Overig                                                                                   | 3.752                                                                                    | 4.181                                                                                    | 7.933                                                                                    | 2%                                                                                       |
| Totaal                                                                                   | 188.414                                                                                  | 208.248                                                                                  | 396.662                                                                                  | 100%                                                                                     |

| Etnische samenstelling (exclusief derde generatie) per 1 januari 2015 | Etnische samenstelling (exclusief derde generatie) per 1 januari 2015 | Etnische samenstelling (exclusief derde generatie) per 1 januari 2015 | Etnische samenstelling (exclusief derde generatie) per 1 januari 2015 | Etnische samenstelling (exclusief derde generatie) per 1 januari 2015 | Etnische samenstelling (exclusief derde generatie) per 1 januari 2015 |
| Groep                                                                 | Amsterdam                                                             | Rotterdam                                                             | Den Haag                                                              | Utrecht                                                               | Nederland                                                             |
| --------------------------------------------------------------------- | --------------------------------------------------------------------- | --------------------------------------------------------------------- | --------------------------------------------------------------------- | --------------------------------------------------------------------- | --------------------------------------------------------------------- |
| Hindostaans                                                           | 17.326                                                                | 25.806                                                                | 36.033                                                                | 3.903                                                                 | 156.898                                                               |
| Creools                                                               | 37.984                                                                | 20.013                                                                | 6.551                                                                 | 2.811                                                                 | 139.465                                                               |
| Javaans                                                               | 3.332                                                                 | 1.580                                                                 | 936                                                                   | 322                                                                   | 24.406                                                                |
| Chinees                                                               | 2.665                                                                 | 3.160                                                                 | 2.340                                                                 | 322                                                                   | 10.460                                                                |
| Marrons                                                               | 3.332                                                                 | 1.580                                                                 | 468                                                                   | 322                                                                   | 10.460                                                                |
| Overig                                                                | 1.999                                                                 | 527                                                                   | 468                                                                   | 127                                                                   | 6.973                                                                 |
| Totaal                                                                | 66.638                                                                | 52.666                                                                | 46.769                                                                | 7.807                                                                 | 348.662                                                               |

## Aantal
| Migratie Surinamers per jaar |         |
| ---------------------------- | ------- |
| 1965:                        | 3052    |
| 1966:                        | 3898    |
| 1967:                        | 3953    |
| 1968:                        | 4451    |
| 1969:                        | 5937    |
| 1970:                        | 7384    |
| 1971:                        | 9493    |
| 1972:                        | 8400    |
| 1973:                        | 11.098  |
| 1974:                        | 17.902  |
| 1975:                        | 39.699  |
| 1976:                        | 5757    |
| 1977:                        | 4786    |
| 1978:                        | 7388    |
| 1979:                        | 18.162  |
| 1980:                        | 18.988  |
| 1981:                        | 4432    |
| 1982:                        | 3431    |
| 1983:                        | 5225    |
| 1984:                        | 3488    |
| 1985:                        | 5321    |
| 1986:                        | 5311    |
| 1987:                        | 6547    |
| 1988:                        | 4130    |
| 1989:                        | 5653    |
| 1990:                        | 8416    |
| 1991:                        | 8288    |
| 1992:                        | 9134    |
| 1993:                        | 9634    |
| 1994:                        | 4778    |
| Totaal 1965 t/m 1994         | 254.136 |

| Gemeenten met hoogste aantal Surinamers |        |
| --------------------------------------- | ------ |
| 1. Amsterdam                            | 64.629 |
| 2. Rotterdam                            | 52.639 |
| 3. Den Haag                             | 46.068 |
| 4. Almere                               | 23.912 |
| 5. Zoetermeer                           | 8641   |
| 6. Utrecht                              | 7834   |
| 7. Zaanstad                             | 5792   |
| 8. Haarlemmermeer                       | 4791   |
| 9. Lelystad                             | 4624   |
| 10. Capelle aan den IJssel              | 4597   |
| 11. Purmerend                           | 3760   |
| 12. Eindhoven                           | 3751   |
| 13. Nissewaard                          | 3605   |
| 14. Tilburg                             | 3443   |
| 15. Groningen                           | 3415   |
| 16. Arnhem                              | 3307   |
| 17. Schiedam                            | 3074   |
| 18. Amstelveen                          | 2841   |
| 19. Dordrecht                           | 2615   |
| 20. Rijswijk                            | 2561   |

| Aantal Surinamers per provincie (2019) |         | %    |
| -------------------------------------- | ------- | ---- |
| Zuid-Holland                           | 151.886 | 4,10 |
| Noord-Holland                          | 99.355  | 3,45 |
| Flevoland                              | 29.302  | 6,93 |
| Noord-Brabant                          | 19.472  | 0,75 |
| Utrecht                                | 19.254  | 1,42 |
| Gelderland                             | 12.072  | 0,58 |
| Groningen                              | 6223    | 1,06 |
| Overijssel                             | 5587    | 0,48 |
| Limburg                                | 3218    | 0,29 |
| Friesland                              | 3134    | 0,48 |
| Zeeland                                | 2490    | 0,65 |
| Drenthe                                | 1916    | 0,39 |
| Totaal                                 | 353.909 | 2,03 |

| Zuid-Holland           | 151.886 | %    |
| ---------------------- | ------- | ---- |
| Rotterdam              | 52.639  | 8,16 |
| Den Haag               | 46.068  | 8,56 |
| Zoetermeer             | 8641    | 6,90 |
| Capelle aan den IJssel | 4597    | 6,87 |
| Nissewaard             | 3605    | 4,25 |
| Schiedam               | 3074    | 3,94 |
| Dordrecht              | 2615    | 2,20 |
| Rijswijk               | 2561    | 4,78 |
| Delft                  | 2454    | 2,37 |
| Leidschendam-Voorburg  | 2380    | 3,15 |
| Barendrecht            | 2271    | 4,66 |
| Leiden                 | 1848    | 1,47 |
| Pijnacker-Nootdorp     | 1819    | 3,34 |
| Vlaardingen            | 1539    | 2,12 |
| Lansingerland          | 1517    | 2,46 |
| Alphen aan den Rijn    | 1505    | 1,35 |
| Albrandswaard          | 1051    | 4,15 |
| Gouda                  | 983     | 1,34 |
| Ridderkerk             | 896     | 1,93 |
| Westland               | 861     | 0,79 |
| Zwijndrecht            | 712     | 1,59 |
| Maassluis              | 658     | 2,00 |
| Zuidplas               | 621     | 1,45 |
| Hellevoetsluis         | 538     | 1,34 |
| Papendrecht            | 530     | 1,64 |
| Leiderdorp             | 482     | 1,77 |
| Hoeksche Waard         | 465     | 0,53 |
| Krimpen aan den IJssel | 451     | 1,53 |
| Hendrik-Ido-Ambacht    | 433     | 1,39 |
| Gorinchem              | 349     | 0,95 |
| Voorschoten            | 276     | 1,08 |
| Oegstgeest             | 273     | 1,11 |
| Wassenaar              | 270     | 1,03 |
| Waddinxveen            | 260     | 0,91 |
| Katwijk                | 260     | 0,39 |
| Teylingen              | 217     | 0,58 |
| Goeree-Overflakkee     | 196     | 0,39 |
| Krimpenerwaard         | 195     | 0,34 |
| Bodegraven-Reeuwijk    | 194     | 0,56 |
| Kaag en Braassem       | 180     | 0,66 |
| Noordwijk              | 176     | 0,41 |
| Nieuwkoop              | 166     | 0,57 |
| Sliedrecht             | 164     | 0,65 |
| Midden-Delfland        | 147     | 0,75 |
| Brielle                | 132     | 0,76 |
| Lisse                  | 126     | 0,55 |
| Alblasserdam           | 103     | 0,51 |
| Molenlanden            | 100     | 0,22 |
| Hillegom               | 98      | 0,44 |
| Zoeterwoude            | 86      | 1,01 |
| Westvoorne             | 75      | 0,51 |
| Hardinxveld-Giessendam | 29      | 0,16 |

| Noord-Holland  | 99.355 | %    |
| -------------- | ------ | ---- |
| Amsterdam      | 64.629 | 7,48 |
| Zaanstad       | 5792   | 3,71 |
| Haarlemmermeer | 4791   | 3,10 |
| Purmerend      | 3760   | 4,69 |
| Amstelveen     | 2841   | 3,12 |
| Diemen         | 2414   | 8,26 |
| Haarlem        | 2203   | 1,36 |
| Hoorn          | 2066   | 2,82 |
| Alkmaar        | 1480   | 1,36 |
| Heerhugowaard  | 862    | 1,51 |
| Den Helder     | 718    | 1,29 |
| Hilversum      | 717    | 0,79 |
| Uithoorn       | 626    | 2,12 |
| Ouder-Amstel   | 509    | 3,65 |
| Aalsmeer       | 483    | 1,52 |
| Velsen         | 419    | 0,61 |
| Gooise Meren   | 416    | 0,72 |
| Heemskerk      | 381    | 0,97 |
| Beverwijk      | 350    | 0,85 |
| Huizen         | 329    | 0,79 |
| Weesp          | 323    | 1,67 |
| Landsmeer      | 218    | 1,89 |
| Medemblik      | 215    | 0,47 |
| Schagen        | 215    | 0,46 |
| Wormerland     | 211    | 1,29 |
| Heemstede      | 188    | 0,68 |
| Castricum      | 164    | 0,45 |
| Zandvoort      | 154    | 0,90 |
| Stede Broec    | 149    | 0,68 |
| Waterland      | 141    | 0,81 |
| Langedijk      | 135    | 0,48 |
| Wijdemeren     | 132    | 0,54 |
| Hollands Kroon | 131    | 0,27 |
| Edam-Volendam  | 127    | 0,35 |
| Heiloo         | 115    | 0,49 |
| Enkhuizen      | 110    | 0,59 |
| Oostzaan       | 109    | 1,11 |
| Bloemendaal    | 109    | 0,46 |
| Bergen         | 93     | 0,31 |
| Koggenland     | 91     | 0,40 |
| Blaricum       | 88     | 0,78 |
| Uitgeest       | 84     | 0,62 |
| Drechterland   | 83     | 0,42 |
| Beemster       | 71     | 0,72 |
| Laren          | 50     | 0,44 |
| Opmeer         | 47     | 0,39 |
| Texel          | 16     | 0,11 |

| Flevoland       | 29.302 | %    |
| --------------- | ------ | ---- |
| Almere          | 23.912 | 11,5 |
| Lelystad        | 4624   | 5,93 |
| Dronten         | 360    | 0,88 |
| Noordoostpolder | 241    | 0,51 |
| Zeewolde        | 142    | 0,63 |
| Urk             | 23     | 0,11 |

| Noord-Brabant                 | 19.472 | %    |
| ----------------------------- | ------ | ---- |
| Eindhoven                     | 3751   | 1,61 |
| Tilburg                       | 3443   | 1,58 |
| Breda                         | 2058   | 1,11 |
| Den Bosch                     | 1878   | 1,21 |
| Oss                           | 650    | 0,71 |
| Helmond                       | 631    | 0,68 |
| Meierijstad                   | 506    | 0,62 |
| Bergen op Zoom                | 477    | 0,71 |
| Uden                          | 447    | 1,06 |
| Waalwijk                      | 417    | 0,86 |
| Roosendaal                    | 415    | 0,53 |
| Oosterhout                    | 361    | 0,64 |
| Geldrop-Mierlo                | 301    | 0,76 |
| Etten-Leur                    | 266    | 0,60 |
| Veldhoven                     | 256    | 0,56 |
| Moerdijk                      | 194    | 0,52 |
| Boxtel                        | 180    | 0,58 |
| Halderberge                   | 173    | 0,57 |
| Best                          | 151    | 0,50 |
| Deurne                        | 149    | 0,46 |
| Valkenswaard                  | 147    | 0,47 |
| Geertruidenberg               | 144    | 0,66 |
| Steenbergen                   | 138    | 0,55 |
| Heusden                       | 136    | 0,30 |
| Dongen                        | 126    | 0,48 |
| Sint-Michielsgestel           | 121    | 0,41 |
| Waalre                        | 115    | 0,66 |
| Gilze en Rijen                | 104    | 0,39 |
| Cuijk                         | 103    | 0,41 |
| Altena                        | 102    | 0,18 |
| Vught                         | 100    | 0,37 |
| Loon op Zand                  | 97     | 0,41 |
| Boxmeer                       | 93     | 0,31 |
| Nuenen, Gerwen en Nederwetten | 88     | 0,37 |
| Goirle                        | 87     | 0,36 |
| Woensdrecht                   | 80     | 0,36 |
| Bernheze                      | 72     | 0,23 |
| Gemert-Bakel                  | 69     | 0,22 |
| Oisterwijk                    | 68     | 0,26 |
| Drimmelen                     | 62     | 0,22 |
| Son en Breugel                | 61     | 0,36 |
| Rucphen                       | 61     | 0,27 |
| Grave                         | 52     | 0,41 |
| Bladel                        | 52     | 0,25 |
| Laarbeek                      | 47     | 0,21 |
| Oirschot                      | 46     | 0,24 |
| Zundert                       | 46     | 0,21 |
| Cranendonck                   | 45     | 0,22 |
| Eersel                        | 35     | 0,18 |
| Landerd                       | 34     | 0,21 |
| Asten                         | 34     | 0,20 |
| Haaren                        | 25     | 0,17 |
| Hilvarenbeek                  | 23     | 0,14 |
| Bergeijk                      | 22     | 0,11 |
| Heeze-Leende                  | 21     | 0,13 |
| Someren                       | 21     | 0,10 |
| Reusel-De Mierden             | 20     | 0,15 |
| Boekel                        | 19     | 0,17 |
| Sint Anthonis                 | 18     | 0,15 |
| Mill en Sint Hubert           | 12     | 0,11 |
| Baarle-Nassau                 | 11     | 0,16 |
| Alphen-Chaam                  | 11     | 0,10 |

| Utrecht             | 19.254 | %    |
| ------------------- | ------ | ---- |
| Utrecht             | 7834   | 2,22 |
| Nieuwegein          | 2381   | 3,77 |
| Amersfoort          | 1701   | 1,08 |
| Stichtse Vecht      | 1133   | 1,76 |
| IJsselstein         | 969    | 2,83 |
| Zeist               | 895    | 1,39 |
| Houten              | 728    | 1,45 |
| Woerden             | 534    | 1,02 |
| Vijfheerenlanden    | 448    | 0,8  |
| De Bilt             | 347    | 0,81 |
| De Ronde Venen      | 445    | 1,01 |
| Veenendaal          | 336    | 0,51 |
| Soest               | 333    | 0,72 |
| Utrechtse Heuvelrug | 243    | 0,49 |
| Leusden             | 177    | 0,58 |
| Wijk bij Duurstede  | 146    | 0,61 |
| Baarn               | 143    | 0,57 |
| Bunnik              | 97     | 0,63 |
| Lopik               | 81     | 0,55 |
| Montfoort           | 71     | 0,50 |
| Rhenen              | 47     | 0,23 |
| Eemnes              | 45     | 0,49 |
| Woudenberg          | 38     | 0,28 |
| Bunschoten          | 37     | 0,17 |
| Oudewater           | 35     | 0,34 |
| Renswoude           | 10     | 0,19 |

| Gelderland        | 12.072 | %    |
| ----------------- | ------ | ---- |
| Arnhem            | 3307   | 2,07 |
| Nijmegen          | 1590   | 0,89 |
| Apeldoorn         | 1054   | 0,64 |
| Ede               | 633    | 0,54 |
| Culemborg         | 389    | 1,34 |
| Zutphen           | 303    | 0,63 |
| Wageningen        | 293    | 0,73 |
| Tiel              | 256    | 0,60 |
| Zevenaar          | 252    | 0,57 |
| Harderwijk        | 236    | 0,48 |
| Wijchen           | 198    | 0,48 |
| Nijkerk           | 195    | 0,45 |
| Duiven            | 191    | 0,76 |
| Rheden            | 183    | 0,41 |
| Overbetuwe        | 177    | 0,36 |
| Doetinchem        | 174    | 0,29 |
| Beuningen         | 171    | 0,66 |
| Renkum            | 162    | 0,51 |
| Westervoort       | 157    | 1,04 |
| Lingewaard        | 151    | 0,32 |
| Berg en Dal       | 146    | 0,41 |
| Barneveld         | 146    | 0,24 |
| Ermelo            | 142    | 0,52 |
| West Betuwe       | 135    | 0,26 |
| Doesburg          | 109    | 0,98 |
| Montferland       | 109    | 0,30 |
| Epe               | 86     | 0,25 |
| Druten            | 85     | 0,44 |
| Buren             | 79     | 0,29 |
| Lochem            | 77     | 0,22 |
| Winterswijk       | 71     | 0,24 |
| Maasdriel         | 68     | 0,27 |
| Brummen           | 63     | 0,30 |
| Zaltbommel        | 61     | 0,21 |
| Berkelland        | 53     | 0,12 |
| Nunspeet          | 50     | 0,17 |
| West Maas en Waal | 49     | 0,25 |
| Heumen            | 47     | 0,28 |
| Elburg            | 47     | 0,20 |
| Putten            | 44     | 0,18 |
| Oost Gelre        | 44     | 0,14 |
| Bronckhorst       | 44     | 0,12 |
| Voorst            | 43     | 0,17 |
| Oude IJsselstreek | 40     | 0,10 |
| Aalten            | 39     | 0,14 |
| Oldebroek         | 30     | 0,12 |
| Neder-Betuwe      | 30     | 0,12 |
| Heerde            | 18     | 0,09 |
| Hattem            | 17     | 0,13 |
| Rozendaal         | 14     | 0,84 |
| Scherpenzeel      | 14     | 0,14 |

| Groningen        | 6223 | %    |
| ---------------- | ---- | ---- |
| Groningen        | 3415 | 1,47 |
| Midden-Groningen | 1385 | 2,27 |
| Veendam          | 276  | 1,00 |
| Delfzijl         | 269  | 1,08 |
| Oldambt          | 217  | 0,56 |
| Westerkwartier   | 212  | 0,33 |
| Het Hogeland     | 126  | 0,26 |
| Stadskanaal      | 115  | 0,36 |
| Appingedam       | 80   | 0,68 |
| Westerwolde      | 65   | 0,25 |
| Pekela           | 39   | 0,31 |
| Loppersum        | 24   | 0,24 |

| Overijssel      | 5587 | %    |
| --------------- | ---- | ---- |
| Enschede        | 1975 | 1,24 |
| Zwolle          | 1254 | 0,98 |
| Deventer        | 644  | 0,64 |
| Hengelo         | 486  | 0,60 |
| Almelo          | 336  | 0,46 |
| Kampen          | 130  | 0,24 |
| Steenwijkerland | 110  | 0,25 |
| Hardenberg      | 88   | 0,14 |
| Hof van Twente  | 55   | 0,15 |
| Oldenzaal       | 53   | 0,16 |
| Losser          | 45   | 0,19 |
| Dalfsen         | 40   | 0,14 |
| Raalte          | 40   | 0,10 |
| Twenterand      | 39   | 0,11 |
| Olst-Wijhe      | 38   | 0,21 |
| Borne           | 38   | 0,16 |
| Rijssen-Holten  | 38   | 0,09 |
| Zwartewaterland | 36   | 0,15 |
| Haaksbergen     | 35   | 0,14 |
| Hellendoorn     | 33   | 0,09 |
| Staphorst       | 20   | 0,11 |
| Wierden         | 19   | 0,07 |
| Ommen           | 18   | 0,10 |
| Dinkelland      | 12   | 0,04 |
| Tubbergen       | 5    | 0,02 |

| Limburg                | 3218 | %    |
| ---------------------- | ---- | ---- |
| Venlo                  | 492  | 0,48 |
| Heerlen                | 411  | 0,47 |
| Maastricht             | 349  | 0,28 |
| Roermond               | 329  | 0,56 |
| Sittard-Geleen         | 322  | 0,34 |
| Venray                 | 300  | 0,69 |
| Weert                  | 161  | 0,32 |
| Brunssum               | 83   | 0,29 |
| Kerkrade               | 73   | 0,15 |
| Echt-Susteren          | 67   | 0,21 |
| Beekdaelen             | 67   | 0,18 |
| Horst aan de Maas      | 65   | 0,15 |
| Landgraaf              | 64   | 0,17 |
| Peel en Maas           | 55   | 0,12 |
| Leudal                 | 50   | 0,14 |
| Roerdalen              | 40   | 0,19 |
| Gennep                 | 32   | 0,18 |
| Stein                  | 30   | 0,12 |
| Maasgouw               | 30   | 0,12 |
| Eijsden-Margraten      | 30   | 0,11 |
| Valkenburg aan de Geul | 26   | 0,15 |
| Mook en Middelaar      | 20   | 0,25 |
| Beek                   | 18   | 0,11 |
| Bergen                 | 17   | 0,12 |
| Gulpen-Wittem          | 16   | 0,11 |
| Nederweert             | 16   | 0,09 |
| Simpelveld             | 13   | 0,12 |
| Voerendaal             | 12   | 0,09 |
| Beesel                 | 12   | 0,08 |
| Vaals                  | 9    | 0,08 |
| Meerssen               | 9    | 0,04 |

| Friesland           | 3134 | %    |
| ------------------- | ---- | ---- |
| Leeuwarden          | 1499 | 1,21 |
| Smallingerland      | 328  | 0,58 |
| Heerenveen          | 321  | 0,63 |
| Zuidwest-Friesland  | 251  | 0,27 |
| De Friese Meren     | 148  | 0,28 |
| Waadhoeke           | 101  | 0,21 |
| Noordoost-Friesland | 90   | 0,19 |
| Tietjerksteradeel   | 82   | 0,25 |
| Harlingen           | 81   | 0,51 |
| Weststellingwerf    | 76   | 0,29 |
| Opsterland          | 57   | 0,19 |
| Ooststellingwerf    | 45   | 0,17 |
| Achtkarspelen       | 27   | 0,09 |
| Dantumadeel         | 21   | 0,11 |
| Terschelling        | 4    | 0,08 |
| Vlieland            | 2    | 0,17 |
| Ameland             | 1    | 0,02 |
| Schiermonnikoog     | 0    | 0    |

| Zeeland            | 2490 | %    |
| ------------------ | ---- | ---- |
| Vlissingen         | 767  | 1,72 |
| Middelburg         | 509  | 1,04 |
| Goes               | 483  | 1,28 |
| Terneuzen          | 211  | 0,38 |
| Schouwen-Duiveland | 99   | 0,29 |
| Kapelle            | 71   | 0,55 |
| Sluis              | 63   | 0,26 |
| Reimerswaal        | 62   | 0,27 |
| Borsele            | 60   | 0,26 |
| Tholen             | 60   | 0,23 |
| Veere              | 45   | 0,20 |
| Hulst              | 41   | 0,14 |
| Noord-Beveland     | 19   | 0,25 |

| Drenthe        | 1916 | %    |
| -------------- | ---- | ---- |
| Assen          | 469  | 0,69 |
| Emmen          | 427  | 0,39 |
| Hoogeveen      | 193  | 0,34 |
| Meppel         | 186  | 0,55 |
| Noordenveld    | 139  | 0,44 |
| Tynaarlo       | 122  | 0,36 |
| Coevorden      | 91   | 0,25 |
| Midden-Drenthe | 85   | 0,25 |
| Aa en Hunze    | 65   | 0,25 |
| Westerveld     | 52   | 0,26 |
| Borger-Odoorn  | 46   | 0,18 |
| De Wolden      | 41   | 0,17 |

## Bekende Surinamers in Nederland
Sinds de komst van Surinamers in Nederland, zijn Surinamers vertegenwoordigd geweest in verschillende beroepen en velden, die in de media voornamelijk bestaat uit politici, schrijvers, journalisten, profvoetballers, televisiepresentatoren en muzikanten.
Ram Ramlal was in 1992 de eerste Nederlander van Surinaamse afkomst in de Tweede Kamer, ook was hij als Hindoe het eerste niet-christelijke Tweede Kamerlid voor het CDA en daarvoor de eerste migrant in de gemeenteraad van Den Haag. Sylvana Simons, een andere bekende Surinaams-Nederlandse politicus staat vooral bekend als de oprichter van de Nederlandse politieke partij BIJ1 en haar uitgesproken mening tegenover institutioneel racisme. Enkele andere bekende Surinaams-Nederlandse politici zijn Hannah Belliot, Philomena Bijlhout, Kathleen Ferrier, Laetitia Griffith, Roy Ho Ten Soeng, Tanja Jadnanansing, Nirmala Rambocus, Joyce Sylvester, Don Ceder, Raoul Boucke, Edson Olf, Sunita Biharie, Rabin Baldewsingh en Franc Weerwind.
In 2017 werd er een Essayprijs naar Anil Ramdas vernoemd, een bekende Surinaams-Nederlandse schrijver, journalist, en columnist die een voorloper was door zijn standpunten over nationale identiteit, de multiculturele samenleving, waar hij rekening hield met het Surinaamse, Nederlandse en postkoloniale perspectief, ook verwerkte hij zijn ervaringen als migrant in zijn werk. Enkele andere bekende Surinaams-Nederlandse journalisten en schrijvers zijn Thea Doelwijt, Karin Lachmising, John Leefmans, Astrid Roemer, Joanna Werners, Noraly Beyer, Thea Doelwijt, Hennah Draaibaar, Aldith Hunkar, Karin Amatmoekrim, Sheila Sitalsing, Rihana Jamaludin en Simone Weimans. 
Bekende muzikanten zijn onder anderen Afrojack, Kenny B, Edgar Burgos, Humphrey Campbell, Chuckie, Anita Doth, Majoie Hajary, Oscar Harris, Ruth Jacott, Denise Jannah, Pearl Joan, Dewindersingh Sewnath, Ragmad Amatstam, Bizzey, Def Rhymz, Chivv, Milly Scott, Eva Simons, Ray Slijngaard, Ronald Snijders, Giorgio Tuinfort, Typhoon, Ronnie Flex, Jonna Fraser, Keizer en Winne. Andere Surinaamse Nederlanders vertegenwoordigd in de media bestaande uit presentators, acteurs, regisseurs en cabaretiers zijn onder andere Ramon Beuk, Steven Brunswijk, Zarayda Groenhart, Gerda Havertong, Kenneth Herdigein, Sergio IJssel, Cindy Kerseborn, Dolores Leeuwin, Jetty Mathurin, Pim de la Parra, Jörgen Raymann, Humberto Tan, Glynis Terborg, Roué Verveer, Rayen Panday, Mandela Wee Wee en Prem Radhakishun.
Surinaams-Nederlanders hebben ook veel bijgedragen aan voetbal in Nederland. Zo zijn enkele bekende voetballers Ryan Babel, Sigourney Bandjar, Diego Biseswar, Winston Bogarde, Romeo Castelen, Henk ten Cate, Maarten Atmodikoro, Edgar Davids, Virgil van Dijk, Urby Emanuelson, Henk Fraser, Ulrich van Gobbel, Ruud Gullit, Jimmy Floyd Hasselbaink, Nigel de Jong, Ricardo Kishna, Patrick Kluivert, Stanley Menzo, Humphrey Mijnals, Luciano Narsingh, Kiran Bechan, Michael Reiziger, Frank Rijkaard, Clarence Seedorf, Xavi Simons, Gerald Vanenburg, Kenneth Vermeer, Michel Vorm, Georginio Wijnaldum en Aron Winter. Andere Surinaamse Nederlanders vertegenwoordigd in sport zijn Kiran Badloe, Remy Bonjasky, Giovanni Codrington, Dex Elmont, Guillaume Elmont, Ilonka Elmont, Francisco Elson, Murthel Groenhart, Ernesto Hoost, Worthy de Jong, Ranomi Kromowidjojo, Melvin Manhoef, Germaine de Randamie, Lucia Rijker, Otti Roethof, India Sardjoe, Gregory Sedoc, Tyrone Spong, Regilio Tuur en Arnold Vanderlyde.

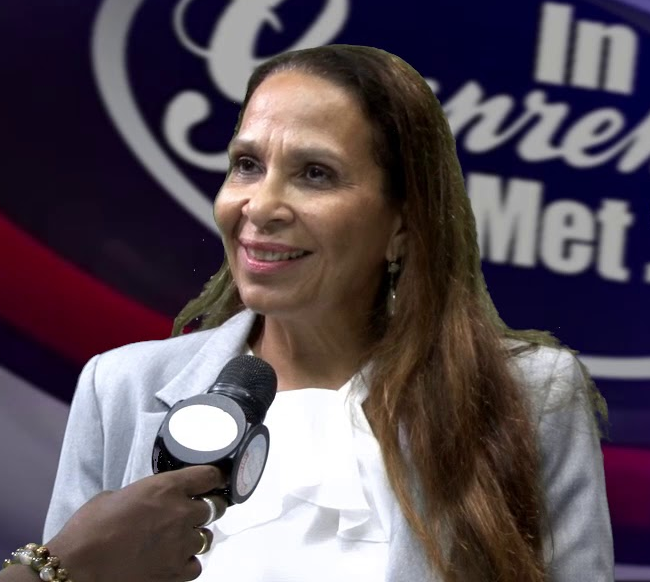
Philomena Bijlhout
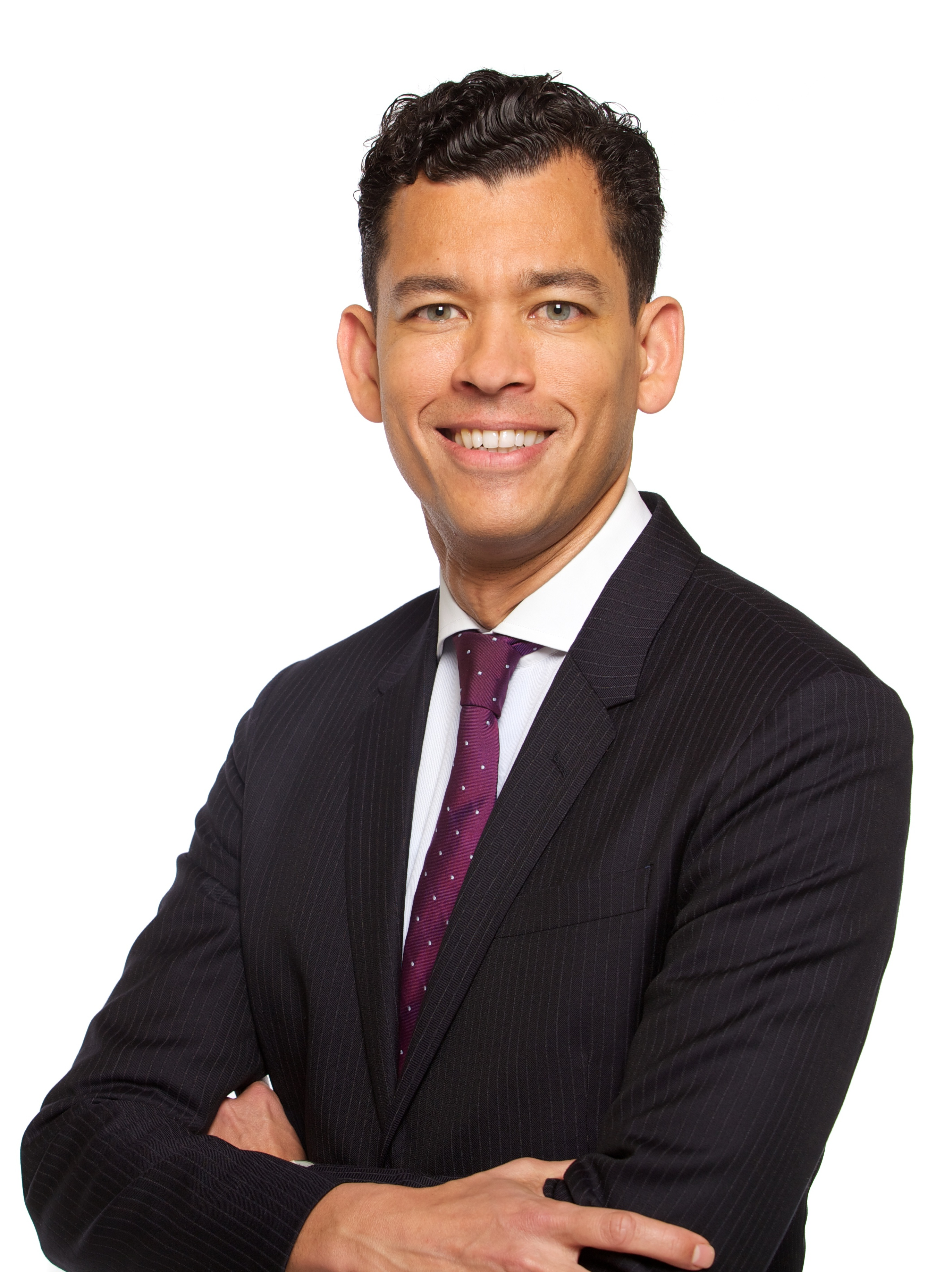
Raoul Boucke
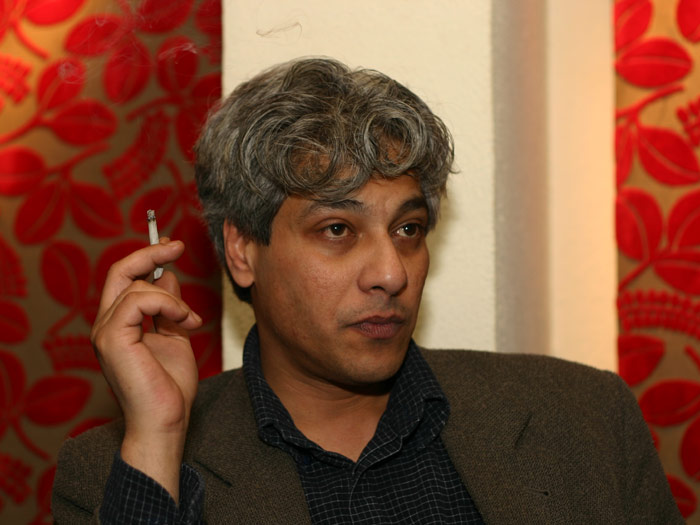
Anil Ramdas
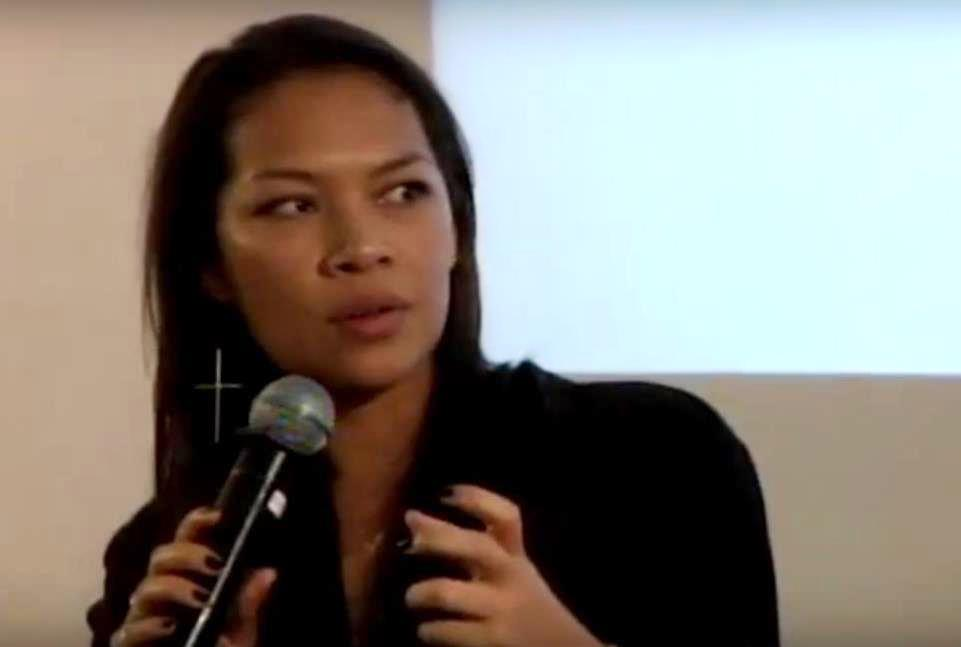
Karin Amatmoekrim
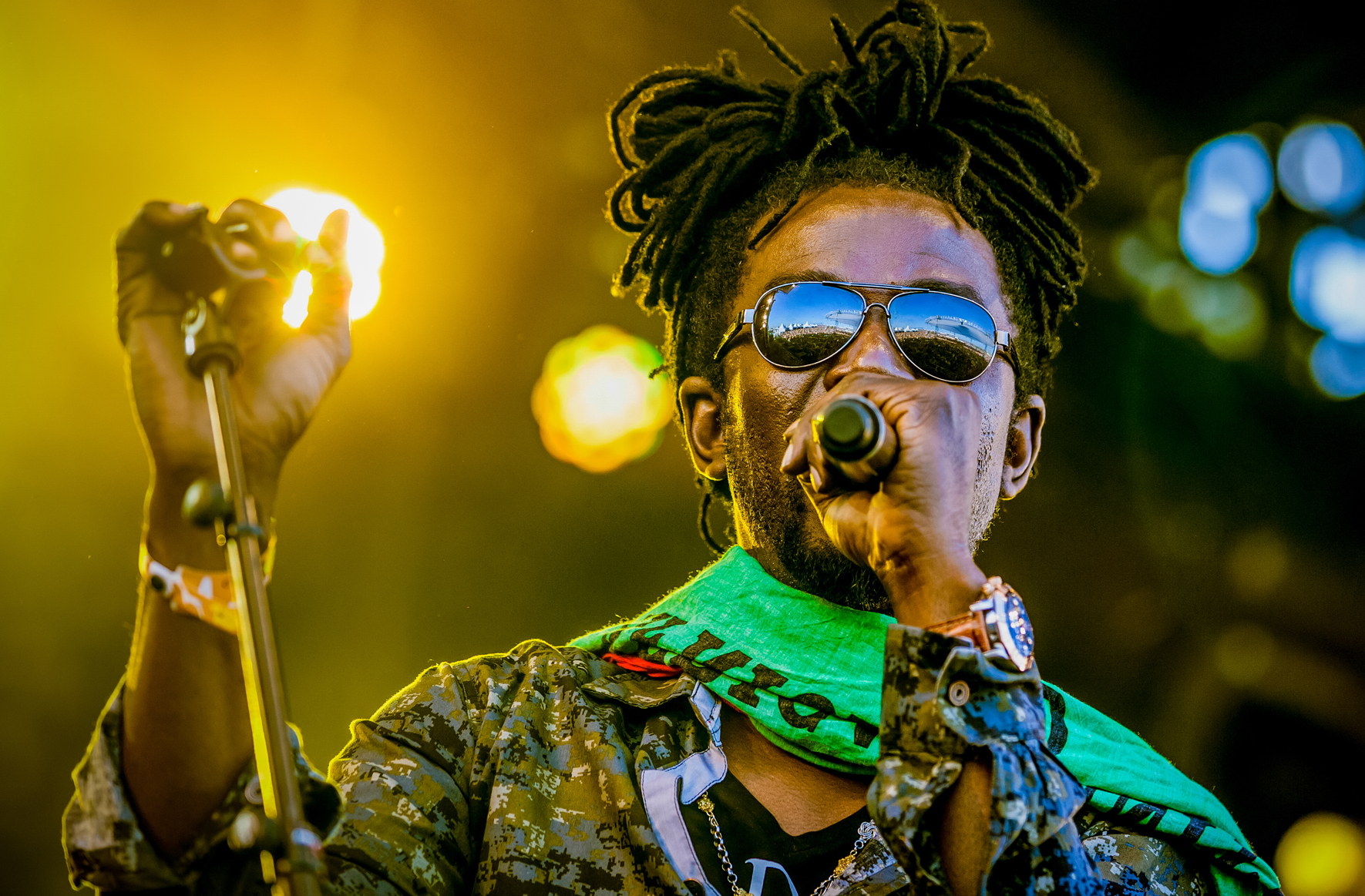
Kenny B
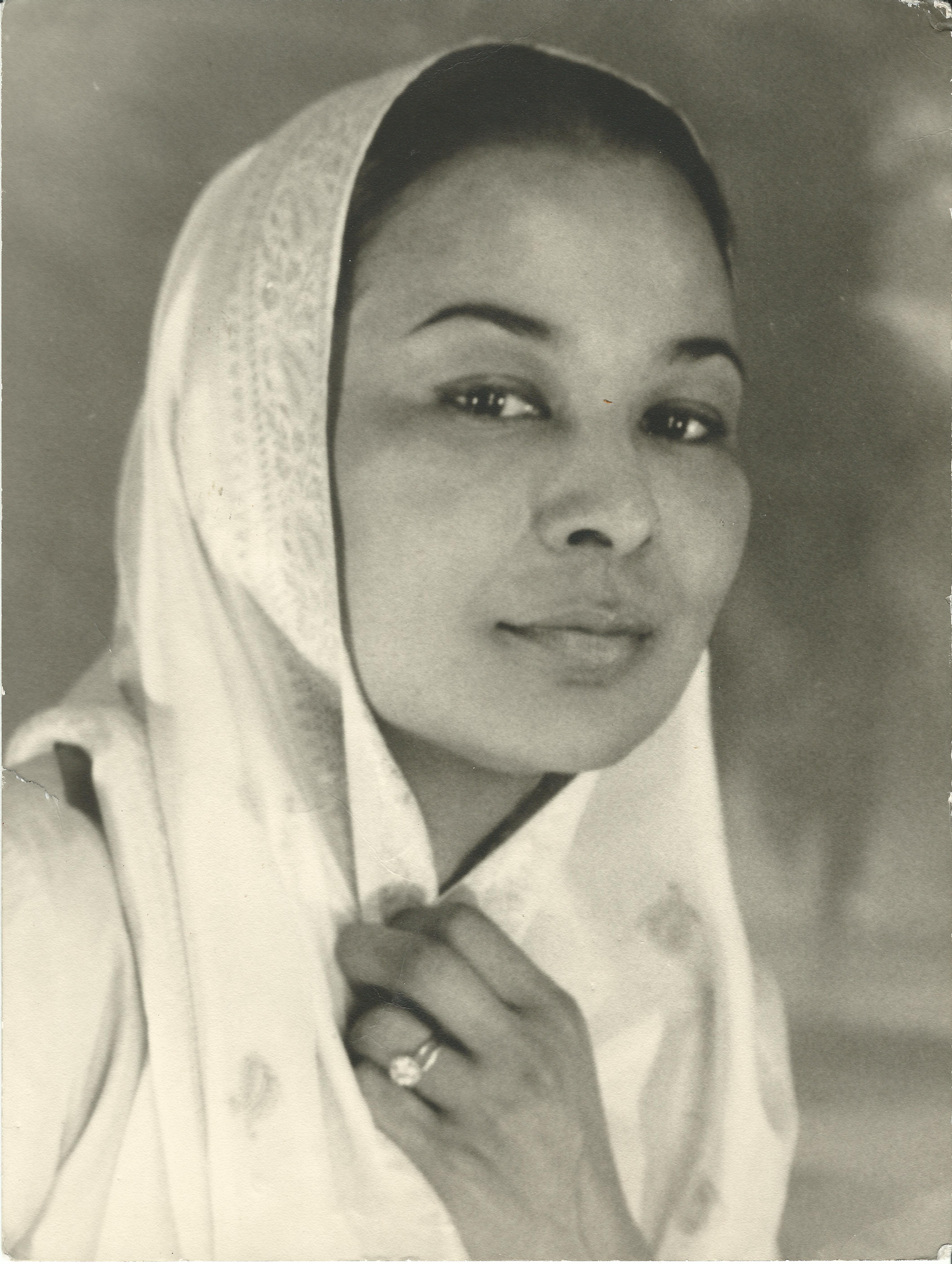
Majoie Hajary
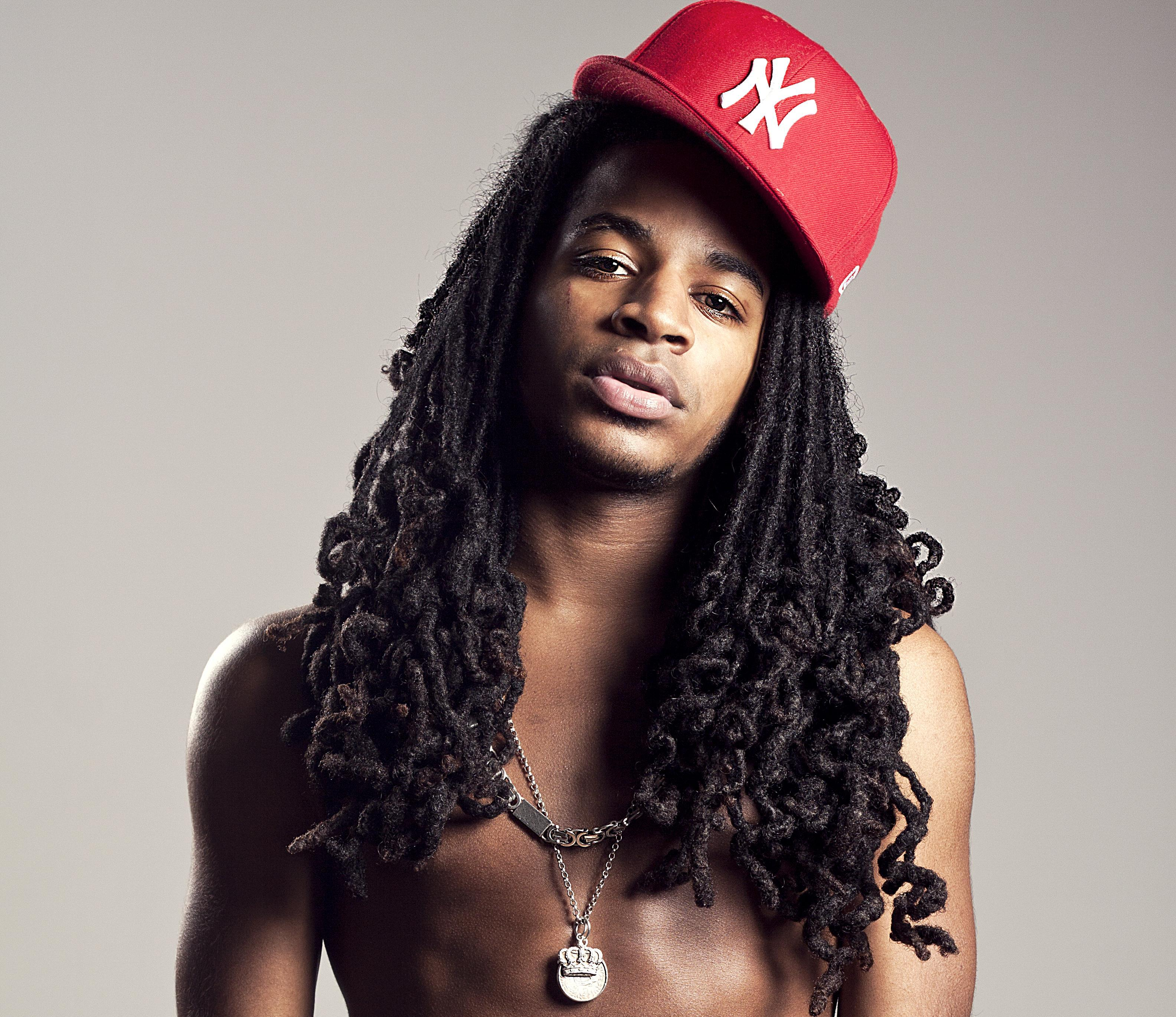
Keizer
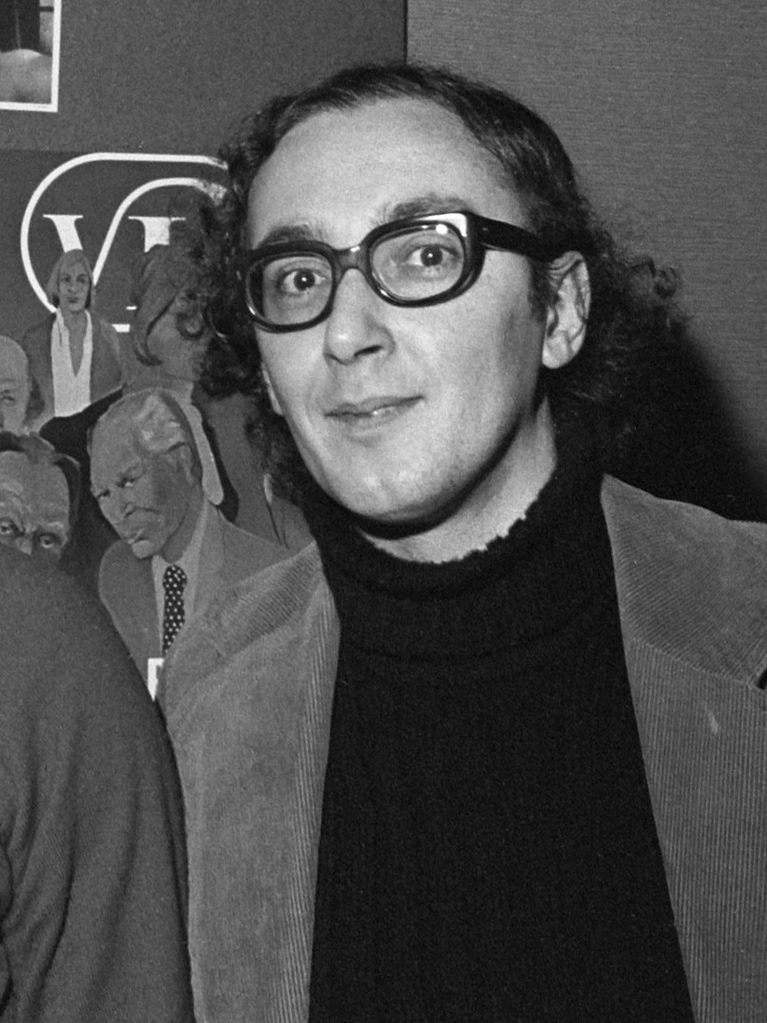
Pim de la Parra
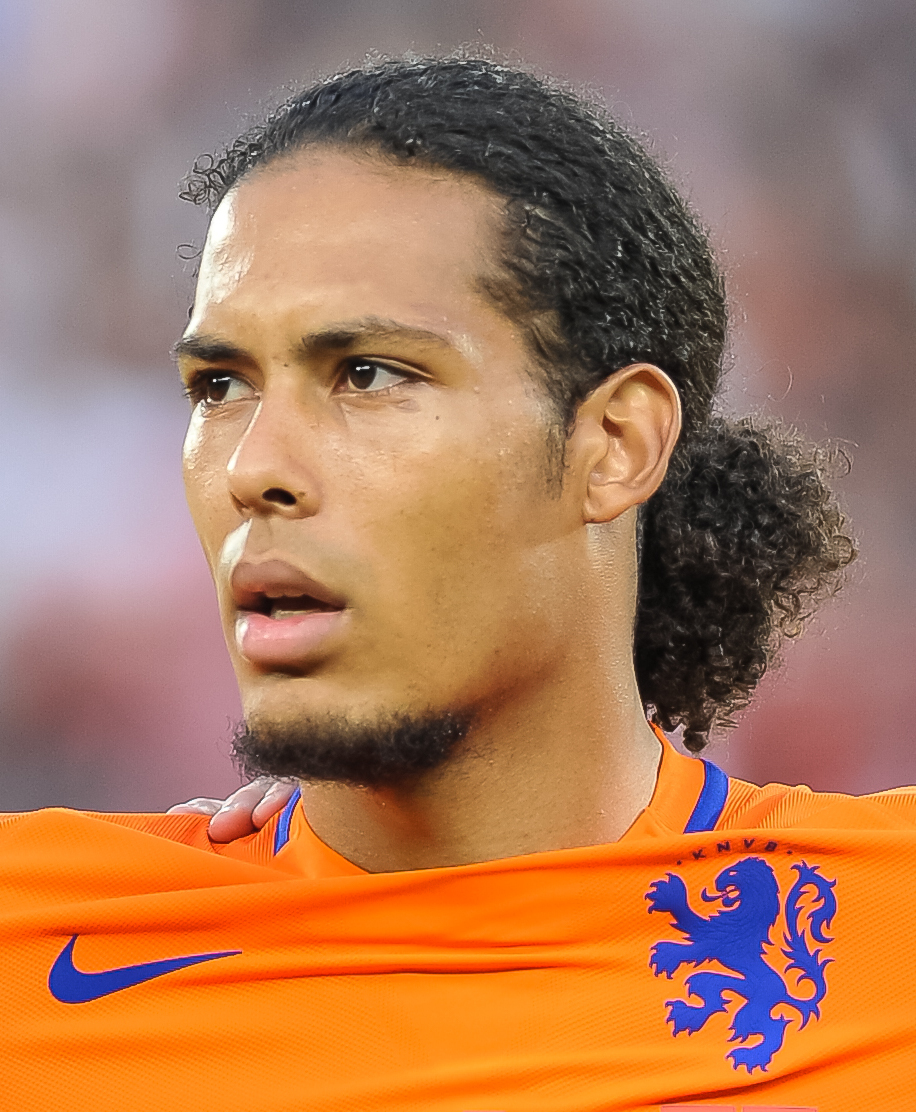
Virgil van Dijk
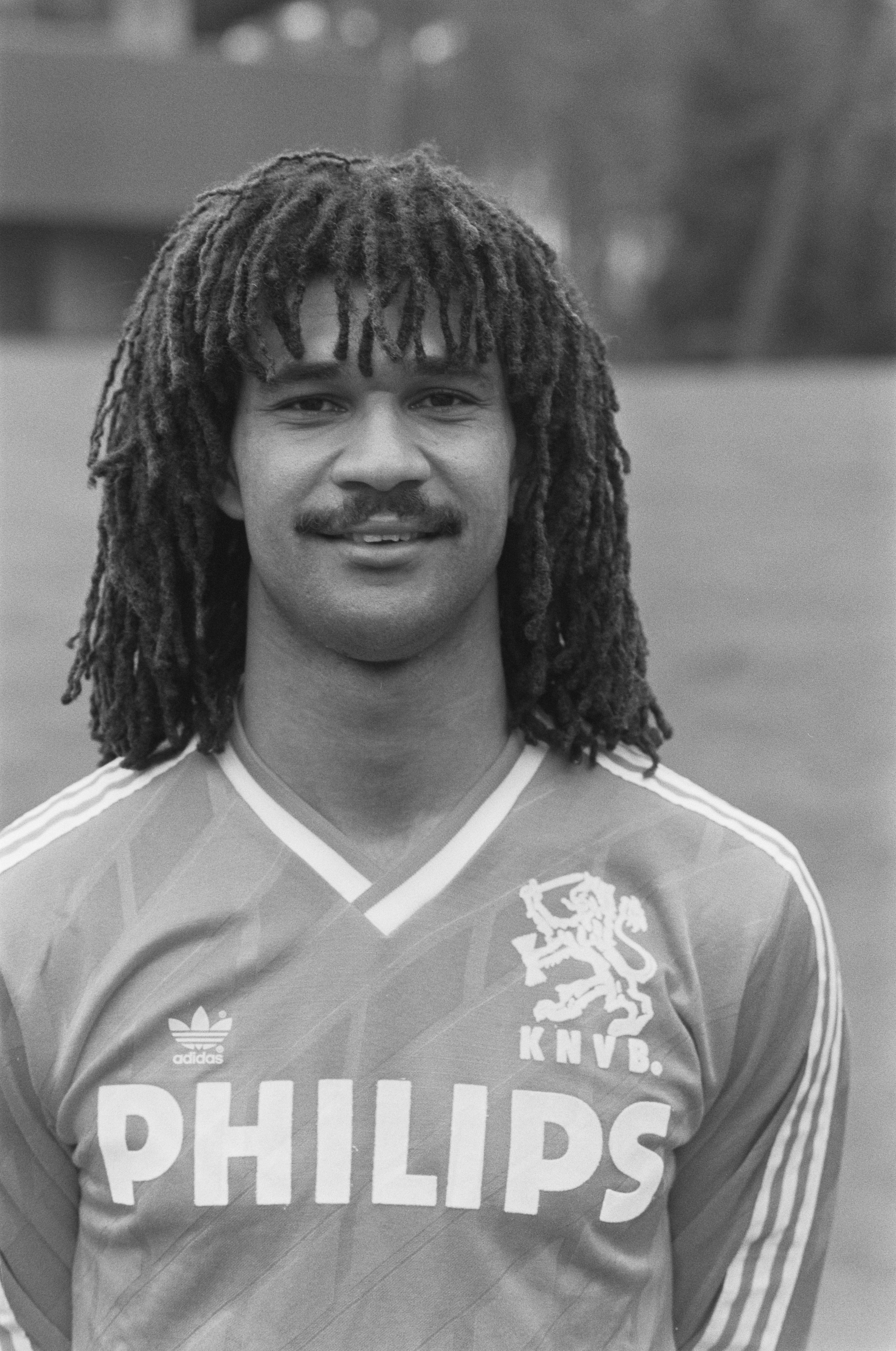
Ruud Gullit
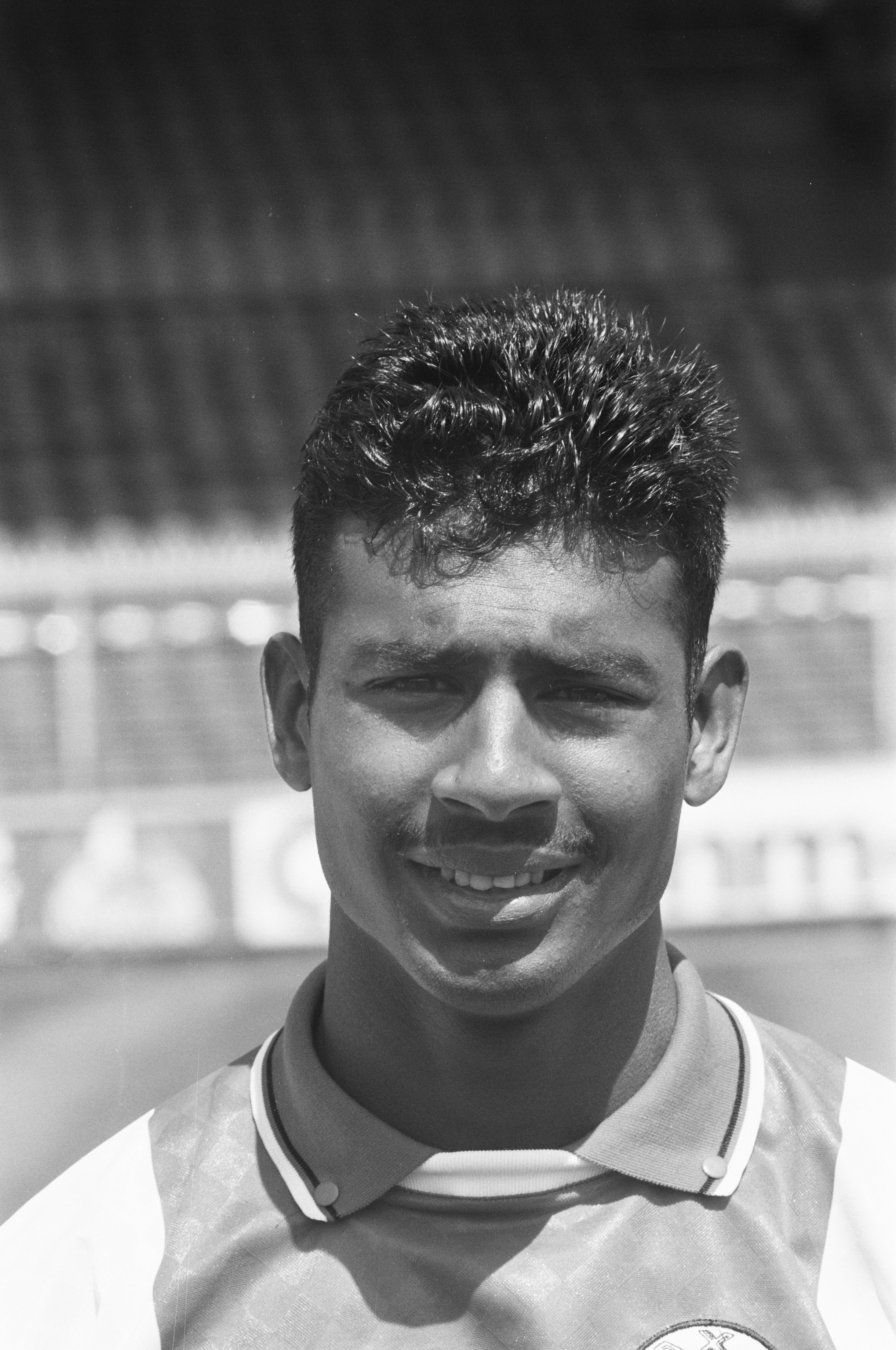
Aron Mohammed Winter
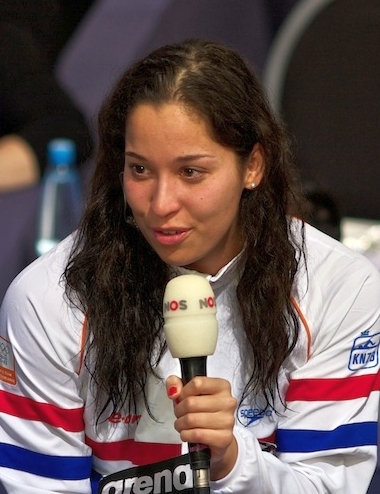
Ranomi Kromowidjojo
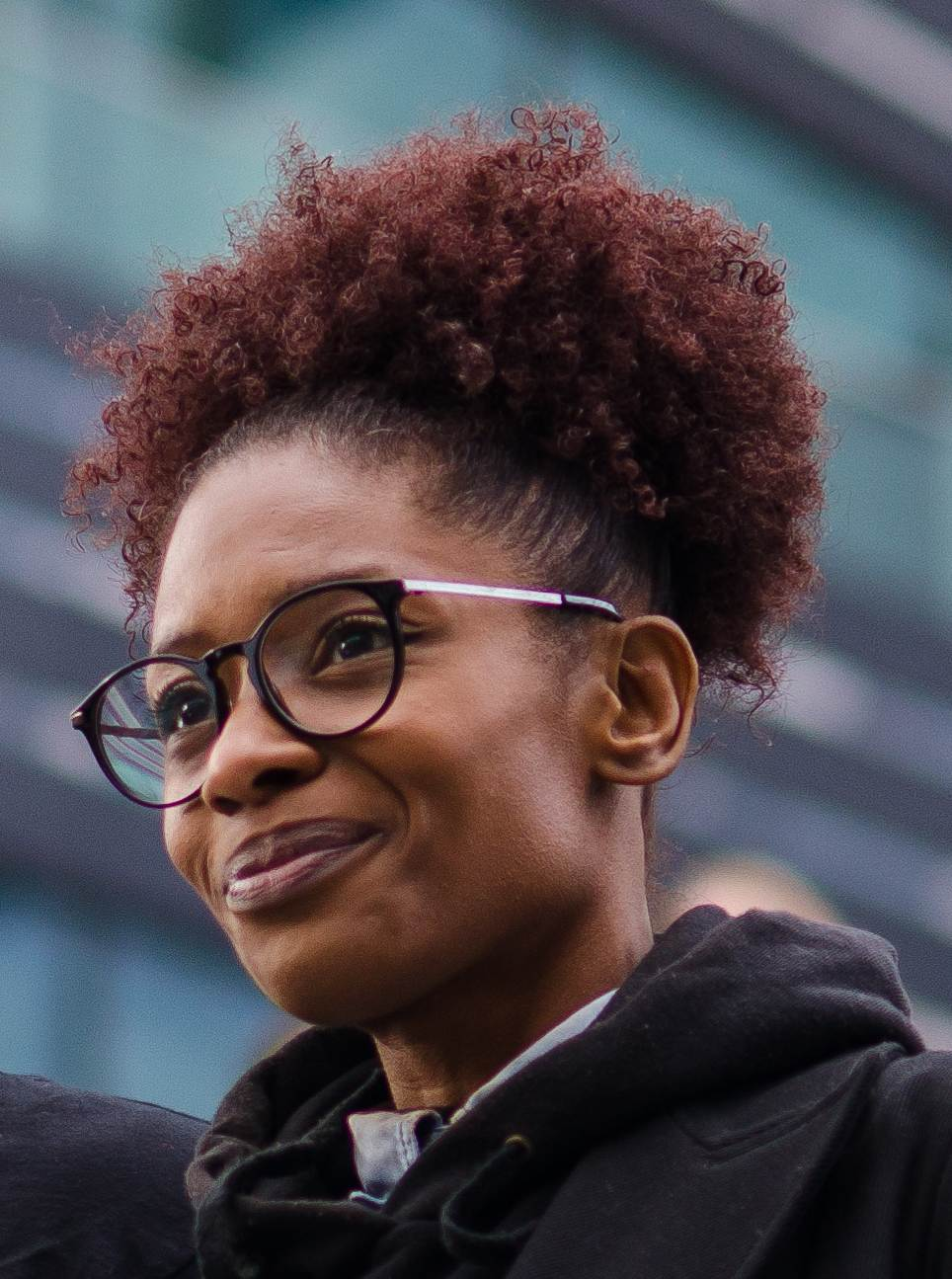
Sylvana Simons
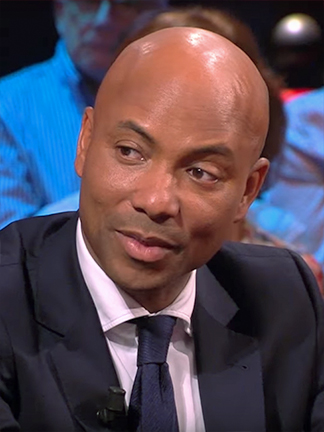
Humberto Tan
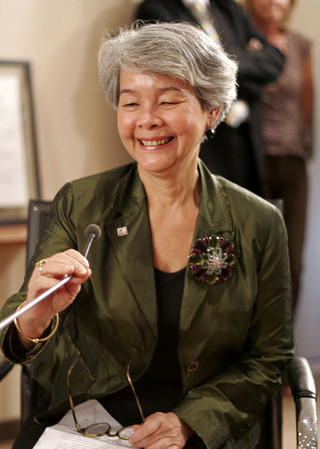
Lilian Gonçalves-Ho Kang You
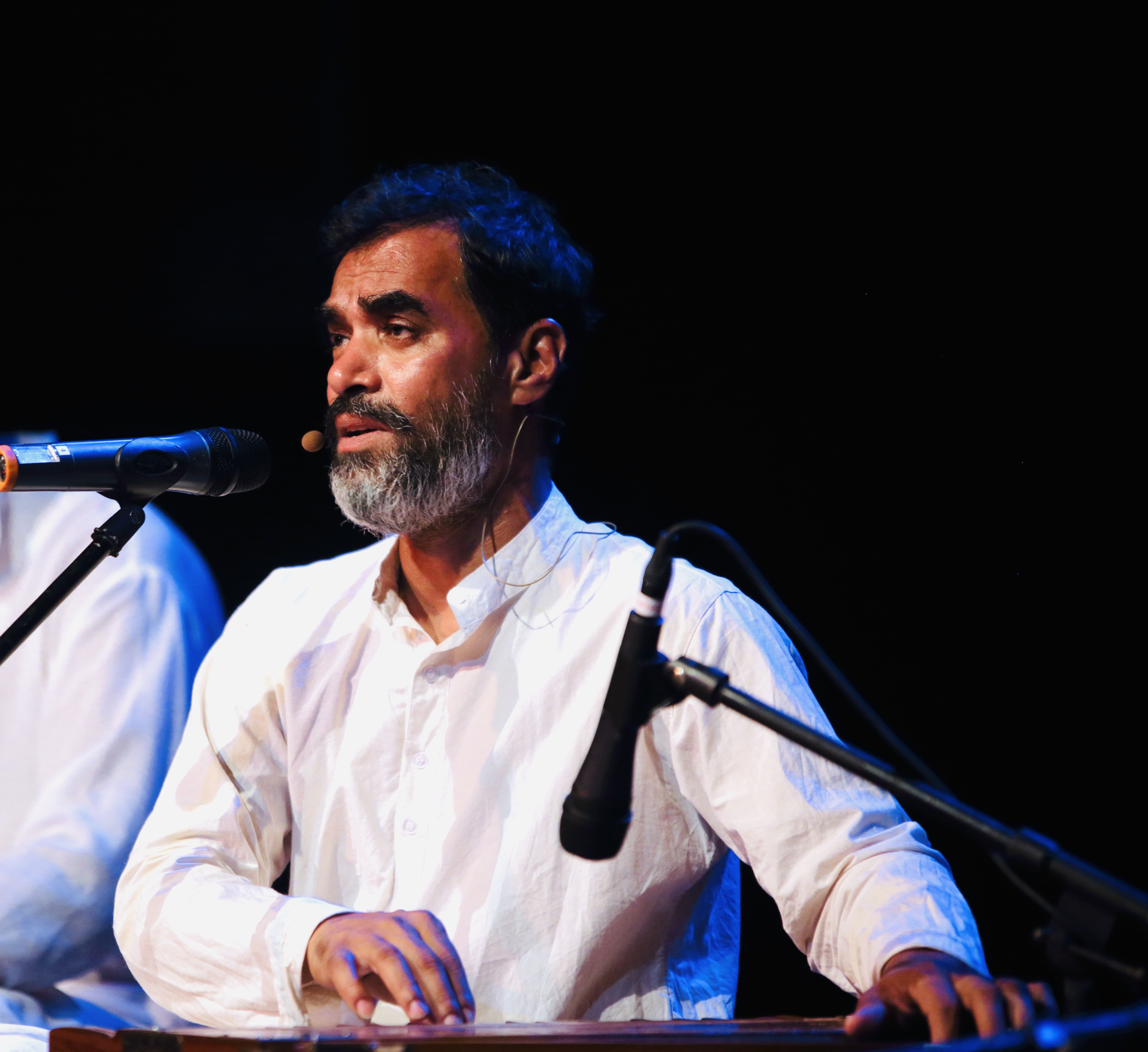
Raj Mohan